# Liste von Persönlichkeiten der Rheinischen Friedrich-Wilhelms-Universität Bonn
Diese Liste führt Persönlichkeiten auf, die der Rheinischen Friedrich-Wilhelms-Universität zu Bonn als Gelehrte, Alumni oder anderweitig verbunden sind.

## Nobelpreisträger
- Max Delbrück (1906–1981), Student der Astronomie, Nobelpreis für Physiologie oder Medizin 1969
- Reinhard Genzel (* 1952), Student der Physik, Nobelpreis für Physik 2020
- Harald zur Hausen (1936–2023), Nobelpreis für Physiologie oder Medizin 2008
- Paul Heyse (1830–1914), Student der Kunstgeschichte und Romanistik, Nobelpreis für Literatur 1910
- Philipp Lenard (1862–1947), Nobelpreis für Physik 1905
- Wolfgang Paul (1913–1993), Nobelpreis für Physik 1989
- Luigi Pirandello (1867–1936), Student und Lektor der Romanistik, Nobelpreis für Literatur 1934
- Reinhard Selten (1930–2016), Nobelpreis für Wirtschaftswissenschaften 1994
- Otto Wallach (1847–1931), Nobelpreis für Chemie 1910

## Gelehrte

### A
- Hans Achelis (1865–1937), evangelischer Theologe, Kirchenhistoriker und Christlicher Archäologe
- Johann Heinrich Achterfeld (1788–1877), katholischer Theologe
- Gerhard Adelmann (1925–2006), Historiker
- Ludwig Aegidi (1825–1901), Jurist
- Friedrich Aereboe (1865–1942), Agrarökonom
- Horst Albach (1931–2021), Ökonom
- Johann Friedrich Hermann Albers (1805–1867), Mediziner
- Sergio Albeverio (* 1939), mathematischer Physiker und Mathematiker
- Richard Alewyn (1902–1979), Germanist und Literaturkritiker
- Géza Alföldy (1935–2011), Althistoriker
- Beda Allemann (1926–1991), Literaturwissenschaftler
- Hans Wilhelm Alt (* 1945), Mathematiker
- Wolfgang Alt (* 1947), Professor für Mathematik und theoretische Biologie
- Gerd Althoff (* 1943), Historiker
- Karl-Heinz Althoff (1925–2021), Physiker
- Joseph Eduard d’Alton (1772–1840), Archäologe und Naturhistoriker
- Reimar von Alvensleben (1940–2023), Agrarwissenschaftler
- Stefan Andreae (1931–2011), katholischer Theologe
- Friedrich Andres (1882–1947), Religionswissenschaftler
- Gustav Adolf Anrich (1867–1930), evangelischer Theologe
- Friedrich Wilhelm August Argelander (1799–1875), Astronom
- Ernst Moritz Arndt (1769–1860), Historiker
- Udo Arnold, (* 1940), Historiker, Geschichtsdidaktiker
- Jürgen Aschoff (1913–1998), Medizin, Biologe
- Ludwig Aschoff (1866–1942), Medizin, Pathologe
- Volker Aschoff (1907–1996), Professor für Nachrichtentechnik
- Hermann Aubin (1885–1969), Historiker
- Theodor Aufrecht (1822–1907), Indologe und Sanskritist
- Johann Christian Wilhelm Augusti (1771–1841), Theologe und Orientalist
- Ernst aus’m Weerth (1829–1909), Altertumsforscher und Begründer des Landesmuseums
- Martin Aust (* 1971), Historiker

### B
- Julius Baron (1834–1898), Rechtswissenschaftler
- Hans Barion (1899–1973), katholischer Kirchenrechtler
- Anne Barron, Professorin für Englische Sprachwissenschaft
- Karl Barth (1886–1968), Theologe
- Wilhelm Barthlott (* 1946), Biologe (Botanik) und Bioniker
- Bruno Bauer (1809–1882), Theologe
- Winfried Baumgart (* 1938), Historiker
- Max Peter Baur (* 1948), Professor für Medizinische Biometrie, Informatik und Epidemiologie
- Karl Baus (1904–1994), katholischer Theologe
- Matthias Becher (* 1959), Professor für Geschichte
- Carl Heinrich Becker (1876–1933), Orientalist
- Friedrich Becker (1900–1985), Astronom
- Josef Becker (1895–1966), Mediziner
- Oskar Becker (1889–1964), Philosoph
- Walter Becker (1920–1990), HNO-Arzt und Hochschullehrer, Präsident der Deutschen Gesellschaft für Hals-Nasen-Ohren-Heilkunde, Kopf- und Hals-Chirurgie
- Erwin von Beckerath (1889–1964), Ökonom
- Herbert von Beckerath (1886–1966), Ökonom
- Karl Heinz Beckurts (1930–1986), Physiker
- Wilhelm Benecke (1868–1946), Pflanzenphysiologe
- Carl Wilhelm Sigismund Bergemann (1804–1884), Professor für Chemie
- Christian Berger (* 1951), Musikwissenschaftler
- Ulrich Berger (* 1970), Professor der Wirtschaftswissenschaft an der Wirtschaftsuniversität Wien, Forschungsstipendium der Universität Bonn
- Wilhelm Richard Berger (1935–1996), Literaturwissenschaftler
- Ludwig Bergsträsser (1883–1960), Politikwissenschaftler
- Jacob Bernays (1824–1881), Altphilologe
- Werner Besch (* 1928), Germanist
- Moritz August von Bethmann-Hollweg (1795–1877), Jurist
- Helmut Beumann (1912–1995), Historiker
- Andreas Beyer (* 1957), Kunsthistoriker
- Konrad Beyerle (1872–1933), Rechtswissenschaftler
- Friedrich von Bezold (1848–1928), Historiker
- Ernst Bickel (1876–1961), Altphilologe
- August Bier (1861–1949), Mediziner
- Christoph Heinrich Ernst Bischoff (1781–1861), Mediziner und Pharmakologe
- Rainer Blasius (* 1952), Historiker
- Horst Bleckmann (* 20. Jhdt.), Zoologe
- Friedrich Bleek (1793–1859), Theologe
- Konrad Bleuler (1912–1992), Physiker
- Eduard Böcking (1802–1870), Jurist und Historiker
- Franz Böckle (1921–1991), katholischer Theologe
- Hans Bonnet (1887–1972), Ägyptologe
- Martin Booms (* 1971), Philosoph
- Klaus Borchard (* 1938), Professor für Städtebau und Siedlungswesen, Altrektor der Rheinischen Friedrich-Wilhelms-Universität
- Friedrich Wilhelm Bosch (1911–2000), Rechtsprofessor
- Johannes Botterweck (1917–1981), katholischer Theologe
- Karl Dietrich Bracher (1922–2016), Politikwissenschaftler
- Christian August Brandis (1790–1867), Philosoph
- Dietrich Brandis (1824–1907), Botaniker
- Henning Brandis (1916–2004), Mikrobiologe
- August Brandt (1866–1917), Theologe
- Max Braubach (1899–1975), Historiker
- Reinhard Brauns (1861–1937), Mineraloge
- Wolfgang Breuer (* 1966), Betriebswirt
- Wilhelm Breuning (1920–2016), katholischer Theologe
- Moritz Brinkmann (* 1972), Rechtswissenschaftler
- Heinrich Buchenauer (* 1940), Phytomediziner
- René Buchholz (* 1958), katholischer Theologe
- Franz Bücheler (1837–1908), Philologie
- Johann Friedrich Budde (1815–1894), Jurist
- Tilmann Buddensieg (1928–2013), Kunsthistoriker
- Arthur Bülow (1901–1988), Rechtswissenschaftler
- Hermann Bunjes (1911–1945), Kunsthistoriker
- Wilhelm Busch (1826–1881), Chirurg
- Herbert von Buttlar (1912–1976), Archäologie, Klassische Philologie, Germanistik und Kunstgeschichte, Klassischer Archäologe
- Franz Bydlinski (1931–2011), Rechtswissenschaftler

### C
- Hermann Cardauns (1847–1925), Historiker
- Karl F. Chudoba (1898–1976), Mineraloge, Rektor
- Rudolf Clausius (1822–1888), Physiker
- Paul Clemen (1866–1947), Kunsthistoriker
- Hans Cloos (1885–1951), Geologe
- Daniel Cremers (* 1971), Informatiker und Mathematiker
- Carl Crome (1859–1931), Rechtswissenschaftler
- Georg Curtius (1820–1885), Philologe
- Ernst Robert Curtius (1886–1956), Romanist

### D
- Friedrich Christoph Dahlmann (1785–1860), Historiker, Abgeordneter der Frankfurter Nationalversammlung
- Hans Dahs (Rechtsanwalt, 1904) (1904–1972), Rechtswissenschaft, Honorarprofessor
- Hans Dahs (Rechtsanwalt, 1935) (1935–2018), Rechtswissenschaft, Honorarprofessor
- Karlheinz Daniels (* 1928), Sprachwissenschaftler, ordentlicher Professor für Didaktik der Deutschen Sprache und Literatur
- Ernst Dassmann (* 1931), Theologe
- Manfred Deistler (* 1941), Mathematiker
- Peter Franz Ignaz Deiters (1804–1861), Jurist und Abgeordneter des Frankfurter Parlaments von 1848, Rektor der Rheinischen Friedrich-Wilhelms-Universität 1845/46 und 1856/57
- Johann Friedrich Ferdinand Delbrück (1772–1848), Philosoph und Rhetoriker
- Richard Delbrueck (1875–1957), Klassischer Archäologe
- Carl Heinrich Dencker (1900–1967), Landtechniker, Dekan der Landwirtschaftlichen Fakultät 1952/53
- Wilhelm Dibelius (1876–1931), Sprachwissenschaftler
- Klaus Dietz (1934–2014), Physiker und ab 1969 Lehrstuhlinhaber für Theoretische Physik
- Heinrich Dietzel (1857–1935), Sozioökonom
- Friedrich Christian Diez (1794–1876), Philologe, Begründer der Romanistik
- Udo Di Fabio (* 1954), Rechtswissenschaftler
- Wilhelm Dirscherl (1899–1982), Chemiker und Physiologe, Rektor 1963/64
- Alexander Graf zu Dohna-Schlodien (1876–1944), Rechtswissenschaftler
- Franz Joseph Dölger (1879–1940), Kirchenhistoriker, Religionswissenschaftler, Christlicher Archäologe
- Hans Dölle (1893–1980), Rechtswissenschaftler
- Heimo Dolch (1912–1984), katholischer Theologe, Physiker
- Rudolf Dolzer (1944–2020), Rechtswissenschaftler
- Bruno Dreher (1911–1971), katholischer Theologe, von 1963 bis 1968 Lehrstuhlinhaber für Homiletik und Religionspädagogik
- Clemens-August von Droste zu Hülshoff (1793–1832), Jurist, Altrektor der Rheinischen Friedrich-Wilhelms-Universität
- Adolf Dyroff (1866–1943), Philosoph

### E
- Georg Eckert (1912–1974), Geschichtsdidaktiker
- Karl August Eckhardt (1901–1979), Rechtshistoriker
- Elmar Edel (1914–1997), Ägyptologe
- Hans Egli (1922–2007), Hämatologe und ab 1970 Lehrstuhlinhaber
- Ulrich Eibach (* 1942), Theologieprofessor
- Gottfried Eisermann (1918–2014), Soziologe
- Christian Elger (* 1949), Neurologe
- Michael Elmentaler (* 1965), Germanist
- Wilhelm Endemann (1825–1899), Rechtswissenschaftler
- Dieter Enders (1946–2019), Chemiker
- Christoph Engel (* 1956), Rechtswissenschaftler
- Ulrich Engel (1928–2020), Germanist
- Johannes Engels (* 1959), Althistoriker
- Josef Engemann (1926–2020), Christlicher Archäologe
- Joseph Ennemoser (1787–1854), Mesmerist, „Professor für Thierischen Magnetismus“
- Edith Ennen (1907–1999), Historikerin und Archivarin
- Heinrich Karl Erben (1921–1997), Paläontologie
- Benno Erdmann (1851–1921), Philosoph
- Ludwig Erhard (1897–1977), Bundeskanzler und Betriebswirt
- Wolfgang Ernst (* 1956), Jurist
- Karl Eschweiler (1886–1936), katholischer Theologe
- Wilhelm Esser (1798–1854), Philosoph
- Ulrich Everling (1925–2018), Richter am Europäischen Gerichtshof
- Eugen Ewig (1913–2006), Historiker

### F
- Heinz-Josef Fabry (* 1944), katholischer Theologe
- Andrea Fadani (* 1965), Stiftungsmanager
- Hans Jörg Fahr (* 1939), Astrophysiker
- Heino Falcke (* 1966), Astronom
- Armin Falk (* 1968), Wirtschaftswissenschaftler
- Gerd Faltings (* 1954), Mathematiker
- Michael Famulok (* 1960), Chemiker
- Klara Marie Faßbinder (1890–1974), Philosophin und Friedensaktivistin
- Erich Fechner (1903–1991), Rechtswissenschaftler und Soziologe
- Sabine Feist (* 1985), Christliche Archäologin
- Erich Feldmann (1893–1978), Philosophiehistoriker und Pädagoge
- Herbert Fenn (1935–2001), Rechtswissenschaftler
- Franz Ferschl (1929–2006), Statistiker
- Immanuel Hermann Fichte (1796–1879), Philosoph
- Carl Maria Finkelnburg (1832–1896), Mediziner
- Gerhard Fischbeck (1925–2020), Ordinarius für Speziellen Pflanzenbau und Pflanzenzüchtung
- Franz Fischer (1929–1970), Philosoph
- Hans Fitting (1877–1970), Botaniker
- Heinrich Flatten (1907–1987), katholischer Theologe
- Hermann Flohn (1912–1997), Meteorologe
- Hans Flohr (* 1936), Neurobiologe
- Werner Flume (1908–2009), Rechtswissenschaftler
- Hansjörg Födisch, Kinderpathologe und Lehrstuhlinhaber
- Jürgen Fohrmann (* 1953), Literaturwissenschaftler und Rektor der Rheinischen Friedrich-Wilhelms-Universität
- Ralf Forsbach (* 1965), Historiker
- Jens Franke (* 1964), Mathematiker
- Otto von Franqué (1867–1937), Mediziner
- Willy Freytag (1873–1944), Philosoph
- Hermann Fühner (1871–1944), Pharmakologe, Arzt und Toxikologe
- Friedrich Fürstenberg (1930–2023), Soziologe
- Manfred Funke (1939–2010), Politikwissenschaftler
- Philipp Furtwängler (1869–1940), Mathematiker

### G
- Hanns Gabelmann (1936–1996), Klassischer Archäologe
- Markus Gabriel (* 1980), Philosoph
- Klaus Gärditz (* 1975), Jurist
- Carl Garrè (1857–1928), Professor für Chirurgie
- Edmund Gassner (1908–2004), Professor für Städtebau und Siedlungswesen, Altrektor der Rheinischen Friedrich-Wilhelms-Universität
- Jörg-Dieter Gauger (1947–2015), Althistoriker
- Hans Friedhelm Gaul (* 1927), Jurist
- August Gebauer (1792–1852), Schriftsteller, Professor der Philosophie
- Heinrich Geißler (1814–1879), Instrumentenbauer, Ehrendoktor der Physik
- Dominik Geppert (* 1970), Historiker
- Julius Geppert (1856–1937), Pharmakologe
- Ludwig Gerkrath (1832–1864), Philosoph
- Johann Gildemeister (1812–1890), Professor für orientalische Sprachen
- August Goldfuß (1782–1848), Paläontologe
- Heinrich Göppert (1867–1937), Rechtswissenschaftler
- Manfred Göthert (1939–2019), Pharmakologe und Toxikologe
- Leopold Karl Goetz (1868–1931), Professor für altkatholische Theologie, Slawist sowie außerordentlicher Professor für Philosophie
- Erich Gräßer (1927–2017), Theologe
- Karin Graßhof (1937–2025), Honorarprofessorin für Recht, Bundesverfassungsrichterin
- Carl Friedrich Graumann (1923–2007), Psychologe
- Peter Alois Gratz (1769–1849), Theologe
- Leonhard Grebe (1883–1967), Physiker
- Stefan Greiner (* 1978), Jurist
- Joseph Greving (1868–1919), Kirchenhistoriker
- Klaus Werner Grewlich (1943–2012), Jurist
- Julius Grimm (1821–1911), Jurist
- Stefan Grimme (* 1963), Chemiker
- Franz Groner (1913–1991), katholischer Theologe
- Manfred Groten (* 1949), Historiker
- Walter Groth (1921–1989), Tiermediziner, Professor für Anatomie und Physiologie der Haustiere
- Wilhelm Groth (1904–1977), Physikochemiker
- Nikolai Grube (* 1962), Altamerikanist, Maya-Forscher
- Karl-Heinz Gursky (1943–2021), Jurist
- Paul Güßfeldt (1840–1920), Privatdozent, Geograph
- Alfred Gütgemann (1907–1985), Chirurg

### H
- Matthias Haake (* 1975), Althistoriker
- Ulrich Haberland (1900–1961), Chemiker und Manager
- Birke Häcker (* 1977), Juristin
- Oskar Hagemann (1862–1926), Tiermediziner und Rektor der Universität
- Jürgen von Hagen (* 1955), Ökonom
- Helmut Hahn (* 1921), Professor, ab 1965 Ordinarius für Sozial- und Wirtschaftsgeographie
- Norbert Hahn (* 1932), Professor für Physiologie, an 1964 Leiter der Experimentellen Chirurgie
- Ludger Hallermann (1936–2019), Geodät
- Karl Hampe (1869–1936), Historiker
- Günter Harder (1938–2025), Mathematiker
- Paul Hartmann (1869–1944), Theologe und Kunsthistoriker
- Joachim Hartung (1948–2014), Mathematiker und Statistiker
- Justus Hashagen (1877–1961), Historiker
- Felix Hauptmann (1856–1934), Rechtswissenschaftler
- Felix Hausdorff (1868–1942), Mathematik
- Johannes Heckel (1889–1963), Rechtswissenschaftler
- Lothar Heffter (1862–1962), Mathematiker
- Eduard Hegel (1911–2005), Theologe
- Ulrich Heifer (1930–2018), Rechtsmediziner
- Andreas Heinemann-Grüder (* 1957), Politikwissenschaftler
- Martin Hellwig (* 1949), Ökonom
- Hermann von Helmholtz (1821–1894), Physiologe und Physiker
- Klaus Hemmerle (1929–1994), katholischer Theologe, Bischof
- Andreas Hense (* 1956), Meteorologe
- Albert Hensel (1895–1933), Steuerrechtler
- Hans von Hentig (1887–1974), Kriminologe
- Georg Hermes (1775–1831), Theologe
- Manfred Herrmann (1932–1997), Mathematiker
- Heinrich Hertz (1857–1894), Physiker
- Dietmar Herz (1958–2018), Politikwissenschaftler
- Herbert Hesmer (1904–1982), Forstwissenschaftler
- Julius Heveling (1842–1909), römisch-katholischer Priester und Zentrumspolitiker
- Klaus Hildebrand (* 1941), Historiker
- Klaus D. Hildemann (* 1942), evangelischer Theologe
- Thomas Hillenkamp (* 1943), Strafrechtler
- Julia Hillner (* 1971), Althistorikerin
- Nikolaus Himmelmann (1929–2013), Klassischer Archäologe
- Friedrich Hirzebruch (1927–2012), Mathematiker
- Johann Wilhelm Hittorf (1824–1914), Physiker
- Erich Hoffmann (1868–1959), Mediziner und Entdecker des Syphilis-Erregers
- Walter Hofmann (1912–1995), Professor für Geodäsie
- Dirk Hoeges (1943–2020), Romanist
- Karl Holinde (1939–1996), theoretischer Kernphysiker
- Wolfgang Holzgreve (* 1955), Pränatalmediziner, Ärztlicher Direktor des Universitätsklinikums
- Rudolf Hoppe (* 1946), katholischer Theologe
- Ernst Rudolf Huber (1903–1990), Privatdozent für Wirtschaftsrecht an der Universität Bonn
- Gerd Huber (1921–2012), Psychiater
- Max Georg Huber (1937–2017), theoretischer Kernphysiker, Rektor 1992–1997
- Rudolf Hübner (1864–1945), Jurist und Rechtshistoriker
- Karl Dietrich Hüllmann (1765–1846), Theologe, Philosoph. Erster Rektor der Universität und Begründer der Universitätsbibliothek
- Heinz Hungerland (1905–1987), Mediziner
- Rainer Hüttemann (* 1963), deutscher Rechtswissenschaftler
- Manfred Hutter (* 1957), Professor der Vergleichenden Religionswissenschaft
- Daniel Huybrechts (* 1966), Mathematiker
- Lothar Hyss (1960–2022), Historiker

### I
- Heinz Gerd Ingenkamp (* 1938), Klassischer Philologe
- Josef Isensee (* 1937), Rechtswissenschaftler
- Hans Joachim Iwand (1899–1960), Theologe und Widerstandskämpfer
- Anja Iven (* 1963), Germanistin und Journalistin

### J
- Hermann Jacobi (1850–1937), Indologe
- Hans-Adolf Jacobsen (1925–2016), Politikwissenschaftler und Historiker
- Otto Jahn (1813–1869), Philologe und Archäologe
- Günther Jakobs (* 1937), deutscher Rechtswissenschaftler
- Robert Janker (1894–1964), Pionier der Röntgentechnik, Erfinder der Schirmbildfotografie und Entwickler der Strahlentherapie
- Arnold Janssen (1837–1909), Missionar und Heiliger der katholischen Kirche.
- Wilhelm Janssen (1933–2021), Historiker und Archivar
- Hans Jorissen (1924–2011), katholischer Theologe

### K
- Paul Kahle (1875–1964), Orientalist
- Wilhelm Kahl (1849–1932), Rechtswissenschaftler und Präsident des Deutschen Juristentages
- Joseph Heinrich Kaiser (1921–1998), Rechtswissenschaftler
- Günther Kandler (1914–1984), Linguist
- Alfred Kantorowicz (1880–1962), Zahnmediziner
- Heinrich Kanz (1927–2017), Pädagoge
- Martin Karollus (* 1963), Rechtswissenschaftler
- Otto Karlowa (1836–1904), Rechtswissenschaftler
- Marek Karpiński (* 1948), Informatiker und Mathematiker
- Detlev Karsten (* 1935), Wirtschaftswissenschaftler
- Georg Kauffmann (1925–2010), apl. Prof. für Kunstgeschichte
- Armin Kaufmann (1922–1985), Rechtswissenschaftler
- Erich Kaufmann (1880–1972), Jurist
- Hilde Kaufmann (1920–1981), Rechtswissenschaftlerin und Kriminologin
- Peter Kaufmann (1803–1872), Nationalökonom und Vordenker der Friedensforschung
- Walter Kaufmann (1871–1947), Professor der Physik
- August Kekulé (1829–1896), Chemiker
- Peter Kern (* 1941), germanistischer Mediävist
- Peter Graf von Kielmansegg (* 1937), Politikwissenschaftler und emeritierter Professor der Universität Mannheim
- Friedrich Kießling (* 1970), Historiker
- Hermann Friedrich Kilian (1800–1863), Gynäkologe
- Gottfried Kinkel (1815–1882), Theologe, Kunst- und Literaturgeschichte
- Karl Theodor Kipp (1896–1963), Rechtswissenschaftler und Rektor
- Otto Kirchheimer (1905–1965), Staats- und Verfassungsrechtler
- Willibald Kirfel (1885–1964), Indologe
- Karl Christoph Klauer (* 1961), Psychologe
- Dieter Klaus (1938–2010), Geograf
- Konrad Klaus (* 1956), Indologe
- Rudolf Heinrich Klausen (1807–1840), Klassischer Philologe
- Theodor Klauser (1894–1984), katholischer Kirchenhistoriker, Liturgiewissenschaftler und Christlicher Archäologe
- Thomas Klein (* 1957), habilitiert in Bonn, Professor für Mittel- und Neulateinische Philologie in Halle-Wittenberg
- Gerd Kleinheyer (* 1931), Jurist
- Christian Friedrich Kling (1800–1862), Theologe, Geistlicher und Hochschullehrer
- Werner J. Kloft (* 1925), Zoologe, Ordinarius in Bonn ab 1965, Dekan 1970/1971
- Wolfgang Kluxen (1922–2007), Philosoph
- Brigitte Knobbe-Keuk (1940–1995), Rechtsprofessorin
- Gisbert Knopp (1941–2021), Historiker, Kunsthistoriker und Denkmalpfleger
- Alexander Knur (1897–1987), Rechtsprofessor
- Rolf Knütel (1939–2019), Rechtshistoriker
- Hans-Helmuth Knütter (* 1934), Professor für Politikwissenschaft
- Michael Kobel (* 1961), Teilchenphysiker
- Herbert Koch (* 1962), Mathematiker
- Jörn Köhler (* 1970), Herpetologe
- Manfred Kohrt (* 1947), Germanist und Linguist
- Christian Koenig (* 1961), Rechtswissenschaftler
- Wighart von Koenigswald (* 1941), Professor für Paläontologie
- Max Kommerell (1902–1944), Literaturhistoriker
- Gustav Korkhaus (1895–1978), Zahnmediziner
- Bernhard Korte (1938–2025), Mathematiker
- Paul Koschaker (1879–1951), Rechtshistoriker
- Raymund Kottje (1926–2013), Historiker
- Frauke Kraas (* 1962), Geographin
- Hanspeter Kraft (* 1944), Mathematiker
- Walther Kranz (1884–1960), Honorarprofessor für „Didaktik der alten Sprachen und Fortwirken der Antike“
- Andreas Krebs (* 1976), alt-katholischer Theologe
- Josef Kreiner (* 1940), Japanologe
- Wenzel Krimer (1795–1834), Mediziner
- Volker Kronenberg (* 1971), Politikwissenschaftler
- Bruno Kropff (1925–2017), Honorarprofessor für Recht
- Oswald Külpe (1862–1915), Philosoph und Psychologe
- Annette Kuhn (1934–2019), Historikerin, Geschichtsdidaktikerin
- Moritz Kuhn (* 1980), Professor für Volkswirtschaftslehre
- Hans-Joachim Kümpel (* 1950), Professor für Angewandte Geophysik
- Christian Kurts (* 1964), Professor für Immunologie
- Hanns Jürgen Küsters (* 1952), apl. Professor für Politische Wissenschaft und Zeitgeschichte

### L
- Volker Ladenthin (* 1953), Professor für Historische und Systematische Erziehungswissenschaft
- Albert Lang (1890–1973), Professor für Fundamentaltheologie
- Friedrich Albert Lange (1828–1875), Philosoph und Pädagoge
- Johann Peter Lange (1802–1884), Theologe
- Joseph Langen (1837–1901), Theologe und Mitbegründer der Alt-Katholischen Kirche
- Ulrich Lappenküper (* 1959), Historiker
- Christian Lassen (1800–1876), Indologe
- Johannes Laudage (1959–2008), Historiker
- Marc Laureys (* 1963), Latinist
- Adolph von La Valette-St. George (1831–1910), Zoologe und Anatom
- Walter Maximilian Lehmann (1880–1959), Honorarprofessor am Mineralogischen Institut
- Hans Lehner (1865–1938), Honorarprofessor für Rheinische Archäologie
- Ursula Lehr (1930–2022), Gerontologin
- Matthias Leistner (* 1974), Rechtswissenschaftler
- Thomas Lengauer (* 1952), Informatiker
- Clemens Leonhard (* 1967), Theologe
- Heinz Lesaar (1930–2004), Chemiker, ordentlicher Professor ab 1973
- Wilhelm Levison (1876–1947), Historiker
- Hans-Jürgen Liebscher (1936–2021), Geophysiker und Hydrologe
- Horst Günther Linke (* 1942), Historiker
- Rudolf Lipschitz (1832–1903), Mathematiker
- Theodor Litt (1880–1962), Pädagoge
- Berthold Litzmann (1857–1926), Germanist
- Hugo Loersch (1840–1907), Rechtshistoriker
- Georg Loeschcke (1852–1915), klassischer Archäologe
- Otto Löwenstein (1889–1965), Begründer der Kinder- und Jugendpsychiatrie
- Wolfgang Löwer (* 1946), Professor für Öffentliches Recht
- Josef Vitalian Lomberg (1739–1805), Professor für öffentliches Recht, Völkerrecht und Geschichte
- Friedrich Lorentz (1803–1861), Honorarprofessor für Russische Geschichte
- Paul Lorenzen (1915–1994), Mathematiker und Philosoph
- Wolfgang Lück (* 1957), Mathematiker
- Friedrich Luckwaldt (1875–1945), Historiker
- Norbert Lüdecke (* 1959), katholischer Theologe
- Heinrich Lützeler (1902–1988), Kunsthistoriker

### M
- Ferdinand Mackeldey (1784–1834), Rechtswissenschaftler
- Anne-Katrin Mahlein (* 1981), Phytomedizin
- Sabine Mainberger (* 1960), Komparatistin
- Manfred Markefka (1932–2012), Soziologe
- Paul Martini (1889–1964), Mediziner, Rektor
- Rudi Maskus (1920–2010), Pädagoge
- Günther Massenkeil (1926–2014), Musikwissenschaftler
- Wilhelm Maurenbrecher (1838–1892), Historiker
- Bernd Baron von Maydell (1934–2018), Jurist
- August Franz Josef Karl Mayer (1787–1865), Mediziner und Anatom
- Frank Meyer (* 1975), Professor für Strafrecht und Strafprozessrecht
- Tilman Mayer (* 1953), Politikwissenschaftler
- Theo Mayer-Kuckuk (1927–2014), Physiker
- Harri Meier (1905–1990), Professor für Romanistik
- Jörg Menzel (1965–2016), Privatdozent der Rechtswissenschaften
- Arnold Meyer (1861–1934), ev. Theologe
- Jürgen Bona Meyer (1829–1897), Philosoph
- Marion Meyer (* 1954), Klassische Archäologin
- Hans Meyerhoff (1914–1965), Philosoph
- Michael Meyer-Blanck (* 1954), evangelischer Theologe
- Paul Mikat (1924–2011), Rechtsprofessor
- Carl Joseph Anton Mittermaier (1787–1867), Rechtsprofessor
- Jürgen Moltmann (1926–2024), evangelischer Theologe
- Alf Monjour (* 1959), Hispanist und katholischer Theologe
- Charles Monnard (1790–1865), Schweizer Historiker, Politiker, Schriftsteller
- Ludwig David Morenz (* 1965), Ägyptologe
- Rudolf Morsey (1927–2024), Historiker
- Christian Moser (* 1963), Komparatist
- Hugo Leonhard Moser (1909–1989), Germanist
- Joybrato Mukherjee (* 1973), Anglist
- Gernot Michael Müller (* 1970), Latinist
- Justus Müller Hofstede (1929–2015), Kunsthistoriker
- Petra Mutzel (* 1964), Mathematikerin, Informatikerin, Professorin for Computational Analytics am Institute for Computer Science

### N
- Peter Nagel (1938–2024), Professor für die Wissenschaft vom christlichen Orient
- Astrid van Nahl (* 1951), skandinavistische Mediävistin, Publizistin und Übersetzerin
- Christian Friedrich Nasse (1778–1851), Psychiater
- Erwin Nasse (1829–1890), Professor der Nationalökonomie
- Hermann Nasse (1807–1892), Physiologe
- Karl Friedrich Werner Nasse (1822–1889), Psychiater
- Johannes Neeb (1797–1843), Professor der Philosophie und Abgeordneter der 2. Kammer der Landstände des Großherzogtums Hessen
- Ernst Nellessen (1928–1982), Theologieprofessor
- Eberhard Nellmann (1930–2009), Germanist
- Manfred J. M. Neumann (1940–2016), Volkswirtschaftsprofessor
- Barthold Georg Niebuhr (1776–1831), Historiker
- Carl Friedrich Johannes von Noorden (1833–1883), Historiker
- Knut Wolfgang Nörr (1935–2018), Rechtswissenschaftler

### O
- Manfred Oeming (* 1955), evangelischer Theologe
- Eva Orthmann (* 1970), Iranistin
- Felix Otto (* 1966), Mathematiker

### P
- Hans-Ullrich Paeffgen (* 1945), Jurist
- Andreas Pangritz (* 1954), Theologe
- Helmut Papajewski (1903–1987), Anglist
- Rudi Paret (1901–1983), Philologe und Islamwissenschaftler
- Christian Patermann (* 1942), Jurist und Dr. h c der Agrarfakultät
- Albert Peters (1862–1938), Medizinprofessor
- Carl Adam Petri (1926–2010), Informatiker
- Harald von Petrikovits (1911–2010), Archäologe
- Wilhelm Pfeffer (1845–1920), Botaniker
- Judith Pfeiffer (* 1964), deutsche Islamwissenschaftlerin
- Emil Pfennigsdorf (1868–1952), Professor für Praktische Theologie
- Eduard Pflüger (1829–1910), Physiologe
- Alfred Philippson (1864–1953), Geograph
- Friedrich Pietrusky (1893–1971), Gerichtsmediziner und Rektor
- Emil Platen (* 1925), Musikwissenschaftler und Dirigent, 1963–1990 Akademischer Musikdirektor
- Alheydis Plassmann (1969–2022), Historikerin
- Jürgen Plotz (1916–1990), Gynäkologe
- Julius Plücker (1801–1868), Mathematiker und Physiker
- Hans Pohl (1935–2019), Wirtschaftshistoriker
- Heinrich Pohl (1883–1931), Professor für öffentliches Recht
- Irmgard Pohl (* 1902), Geographin und Pädagogin, ordentliche Professorin für Volkskunde, Heimatkunde und Didaktik der Erdkunde
- Hanns J. Prem (1941–2014), Ethnologe der Fachrichtung Altamerikanistik
- Friedrich Proell (1881–1963), Zahnmediziner
- Eugen Prym (1843–1913), Orientalist und Sprachwissenschaftler
- Ingeborg Puppe (* 1941), Strafrechtlerin
- Peter Pütz (1935–2003), Germanist (Neuere deutsche Literaturwissenschaft)
- Eduard Puggé (1802–1836), Jurist

### R
- Arnold Rademacher (1873–1939), Theologe und Rektor der Universität
- Gustav Radicke (1810–1883), Physiker, Mathematiker
- Andreas Ransiek (* 1960), Strafrechtler
- Michael Rapoport (* 1948), Mathematiker
- Joseph Rappenhöner (1850–1898), Theologe
- Karl Rauch (1880–1953), Rechtswissenschaftler
- Joseph Ratzinger (1927–2022), katholischer Theologe, 2005–2013 Papst Benedikt XVI.
- Konrad Redeker (1923–2013), Honorarprofessor für Recht
- Peter Reiff (* 1957), Rechtswissenschaftler
- Philipp Reimer (* 1982), Rechtsprofessor
- Konrad Repgen (1923–2017), Historiker
- Franz Heinrich Reusch (1825–1900), Theologe und Mitbegründer der Alt-Katholischen Kirche
- Georg Friedrich Heinrich Rheinwald (1802–1849), evangelischer Theologe und Kirchenhistoriker
- Werner Richter (1887–1960), Germanist
- Ferdinand von Richthofen (1833–1905), Geograph
- Helmut Ridder (1919–2007), Verfassungsrechtler
- Berthold Riese (* 1944), Ethnologe und Archäologe mit dem Schwerpunkt Altamerikanistik
- Claus Michael Ringel (* 1945), Mathematiker
- Hermann Rink (* 1935), Mediziner
- Burkhard Roberg (1935–2021), Historiker
- Friedrich Ritschl (1806–1876), Philologe
- Moriz Ritter (1840–1923), Historiker
- Michael Röckner (* 1956), Mathematiker
- Ursula Rößler-Köhler (1947–2019), Ägyptologin
- Michael Ronellenfitsch (* 1945), Jurist
- Michael Rohrschneider (* 1966), Historiker
- Ferdinand Roth (1908–1966), Medizinprofessor
- Helmut Roth (1941–2003), Archäologe
- Hermann J. Roth (1929–2024), Professor für Pharmazeutisch-Medizinische Chemie und Direktor der Pharmazeutischen Institute der Universitäten Bonn und Tübingen
- Michael Roth (* 1968), ev. Theologe
- Wulf-Henning Roth (* 1945), Rechtswissenschaftler
- Erich Rothacker (1888–1965), Philosoph
- Hans-Joachim Rothert, Theologe, Rektor der Universität Bonn (1972–1974)[1]
- Vinzenz Rüfner (1899–1976), Philosoph
- Christoph B. Rüger (* 1937), Provinzialrömischer Archäologe
- Frank Rumscheid (* 1960), Klassischer Archäologe
- Hinrich Rüping (* 1942), Rechtswissenschaftler
- Günther Rüther (* 1948), Honorarprofessor am Institut für Politische Wissenschaft und Soziologie

### S
- Theodor Saemisch (1833–1909), Medizinprofessor
- Dieter Salzmann (* 1950), Klassischer Archäologe
- Jürgen Salzwedel (1929–2020), Rechtswissenschaftler
- Paul Samel (1877–1962), Geodät
- Erich Samson (1940–2014), Rechtswissenschaftler
- Klaus Peter Sauer (1941–2022), Evolutionsbiologe
- Haimo Schack (* 1952), Rechtswissenschaftler
- Conrad Schetter (* 1966), Professor für Friedens- und Konfliktforschung
- Ulrich Scheuner (1903–1981), Staatsrechtler
- Gerhard Schiedermair (1906–1986), Rechtsprofessor
- Rudolf Schieffer (1947–2018), Historiker
- Annemarie Schimmel (1922–2003), Islamwissenschaftler
- August Wilhelm Schlegel (1767–1845), Literatur- und Geisteswissenschaftler
- August Schleicher (1821–1868), Sprachwissenschaftler
- Ulrich Schlie (* 1965), Historiker
- Konstantin Schlottmann (1819–1887), evangelischer Theologe
- Wolfgang Schmickler (* 1946), Physiker
- Wolfgang Schmid (1913–1980), Altphilologe
- Karl Friedrich Schmidhuber (1895–1967), Zahnmediziner
- Carl Adolf Schmidt (1815–1903), Rechtswissenschaftler
- Erhard Schmidt (1876–1959), Mathematiker
- Johannes Schmidt (1843–1901), Sprachwissenschaftler (Indogermanistik/Slawistik)
- Karl Schmidt (1899–1980), Ophthalmologe und Rektor
- Karl Horst Schmidt (1929–2012), Sprachwissenschaftler
- Karsten Schmidt (* 1939), Rechtswissenschaftler
- Kurt Schmidt, Volkswirt und Finanzwissenschaftler
- Leopold Schmidt, Altphilologe
- Otto Schmidt (1898–1962), Rechtsmediziner
- Werner H. Schmidt (* 1935), Theologe
- Wilhelm Schmidt (1884–1974), Zoologe
- Helwig Schmidt-Glintzer (* 1948), Sinologe
- Joseph Schmidt-Görg (1897–1981), Musikwissenschaftler
- Theodor Schmidt-Kaler (1930–2017), Astronom
- Matthias Schmidt-Preuß (* 1948), Professor für Öffentliches Recht
- Walter Schmidt-Rimpler (1885–1975), Rechtsprofessor
- Reinhard Schmidt-Rost (* 1949), Professor für Praktische Theologie
- Helmut Schmiedt (* 1950), Literaturwissenschaftler
- Carl Schmitt (1888–1985), Rechtswissenschaftler
- Thomas A. Schmitz (* 1963), Altphilologe
- Winfried Schmitz (* 1958), Althistoriker
- Reinhard Schmitz-Scherzer (1938–2016), Psychologe und Gerontologe
- Isabel Schnabel (* 1971), Wirtschaftswissenschaftlerin
- Artur Schneider (1876–1945), Philosoph
- Berthold Schneider (* 1952), Chirurg
- Erich Schneider (1900–1970), Wirtschaftswissenschaftler
- Eulogius Schneider (1756–1794), Theologe
- Michael Schneider (* 1944), Historiker und Politikwissenschaftler
- Georg Schöllgen (* 1951), katholischer Theologe
- Wolfgang Schön (* 1961), Rechtswissenschaftler
- Arnold Schönhage (* 1934), Informatiker
- Joachim Scholtyseck (* 1958), Historiker
- Johann Martin Augustin Scholz (1794–1852), Theologe
- Peter Scholze (* 1987), Mathematiker
- Albert Schott (1901–1945), Assyriologe
- Heinz Schott (* 1946), Medizinhistoriker
- Stefan Schottlaender (1928–1991), Mathematiker
- Gerhard Schrader (1900–1949), Rechtsmediziner
- Hans-Ludwig Schreiber (1933–2021), Professor für Strafrecht und Strafprozessrecht
- Wilfrid Schreiber (1904–1975), Wirtschaftswissenschaftler
- Herbert Schriefers (1924–2012), Mediziner, Biochemiker und Endokrinologe
- Karl-Heinz Schriefers (1926–2018), Chirurg
- Hans Schröder (1868–1938), Medizinprofessor
- Moritz Schularick (* 1975), Volkswirtschaft, Professor
- Horst Schüler-Springorum (1928–2015), Professor für Strafrecht
- Aloys Schulte (1857–1941), Historiker
- Johann Friedrich von Schulte (1827–1914), Kirchenrechtler, Mitbegründer der Alt-Katholischen Kirche und Altrektor der Rheinischen Friedrich-Wilhelms-Universität
- Fritz Schulz (1879–1957), Jurist und Rechtshistoriker
- Günther Schulz (* 1950), Historiker
- Friedrich Schumacher (1884–1975), Geologe
- Heidemarie Schumacher (* 1949), Medienwissenschaftlerin
- Hermann Schumacher (1868–1952), Staatswissenschaftler
- Joseph Schumpeter (1883–1950), Nationalökonom
- Ulrich Schwabe (1935–2021), Pharmakologe
- Hans-Peter Schwarz (1934–2017), Politikwissenschaftler und Zeithistoriker
- Walter Schwerdtfeger (* 1949), Mediziner
- Karl Schwering (1846–1925), Mathematiker, Mitglied der naturwissenschaftlichen Prüfungskommission
- Hermann Seeger (1933–2015), Präsident des Bundesamts für Kartographie und Geodäsie
- Norbert Seitz (* 1950), deutscher Soziologe
- Karl Sell (1810–1879), Jurist und Rektor
- Karl Sell (1845–1914), Theologieprofessor und Rektor
- Otto Selz (1881–1943), Philosoph
- Çetin Şengonca (* 1941), Entomologe
- Foroud Shirvani (* 1974), Jurist
- Max Siebourg (1863–1936), Honorarprofessor für Didaktik der Alten Sprachen
- Rudolf Simek (* 1954), Philologe (Ältere Germanistik) und Skandinavist
- Karl Simrock (1802–1876), Germanist
- Stephan Skalweit (1914–2003), Historiker
- Rudolf Smend (1882–1975), Rechtswissenschaftler
- Josef Speth (* 1938), theoretischer Physiker
- Leo Spitzer (1887–1960), Romanist
- Manfred Spitznas (* 1939), Professor für Augenheilkunde
- Tade Matthias Spranger (* 1971), Rechtswissenschaftler
- Anton Springer (1825–1891), Kunsthistoriker
- Eberhard Steckhan (1943–2000), Chemiker
- Wolfgang Stegmüller (1923–1991), Philosoph
- Gustav Steinmann (1856–1929), Geologe und Paläontologe
- Andrea Stieldorf (* 1968), Historikerin
- Fritz Stier-Somlo (1873–1932), Rechtswissenschaftler
- Roderich von Stintzing (1825–1883), Professor für Römisches Recht
- Horst Stoeckel (1930–2022), Anästhesist
- Eduard Strasburger (1844–1912), Botaniker
- Carl-Friedrich Stuckenberg (* 1964), Strafrechtsprofessor
- Heinrich von Sybel (1817–1895), Historiker

### T
- Kurt Tackenberg (1899–1992), Prähistoriker
- Stefan Talmon (* 1965), Völkerrechtler
- Otto Teplitzky (1930–2019), Honorarprofessor (Recht)
- Rainer Thiel (* 1962), Klassischer Philologe
- Martin Thilo (1876–1950), Privatdozent, ev. Theologe
- Hans Thomae (1915–2001), Entwicklungspsychologe, Gerontologe
- Jan Martin Timmer, Althistoriker
- Jacques Tits (1930–2021), Mathematiker
- Otto Toeplitz (1881–1940), Mathematiker
- Andreas Tönnesmann (1953–2014), Kunsthistoriker
- Rolf Trauzettel (1930–2019), Sinologe
- Carl Troll (1899–1975), Geograph
- Hans G. Trüper (1936–2016), Mikrobiologe

### U
- Gabriele Uhl (* 1964), Zoologin
- Emil Ungar (1849–1934), Rechtsmediziner
- Ludwig von Urlichs (1813–1889), Klassischer Archäologe und Philologe
- Hermann Usener (1834–1905), Klassischer Philologe und Rektor der Universität Bonn

### V
- Winfried Vahlensieck (1929–2008), Urologe
- Conrad Varrentrapp (1844–1911), Historiker
- Gustav Veit (1824–1903), Gynäkologe
- Johannes Maria Verweyen (1883–1945), Philosoph
- Klaus Vieten (1932–2014), Mineraloge
- Julius Rudolph Theodor Vogel (1812–1841), Botaniker
- Claus Vogel (1933–2012), Indologe
- Martin Vogel (1923–2007), Musikwissenschaftler
- Fritz Vögtle (1939–2017), Chemiker
- Karl Vormfelde (1881–1944), Landtechniker
- Konrad Vössing (* 1959), Althistoriker
- Jens Vygen (* 1967), Mathematiker

### W
- Adolf Wach (1843–1926), Jurist
- Gerhard Wagner (* 1962), Jurist
- Leo Waibel (1888–1951), Geograph
- Hans Waldenfels (1931–2023), katholischer Theologe
- Christian Waldhoff (* 1965), Jurist
- Herbert Waldmann (* 1957), Chemiker
- Otto Wallach (1847–1931), Chemiker
- Ferdinand Walter (1794–1879), Jurist
- Henrik Walter (* 1962), Psychiater
- Herbert Walther (1935–2006), Physiker
- Henri-Camille Wampach (1884–1958), Historiker und Archivar
- Christian Wandrey (* 1943), Chemiker
- Oskar Walzel (1864–1944), Germanist
- Franz Wassermeyer (* 1940), Jurist
- Andreas Weber (1964–2020), Mathematiker und Informatiker
- Axel A. Weber (* 1957), Volkswirtschaftler
- Hellmuth von Weber (1893–1970), Rechtswissenschaftler
- Moritz Ignaz Weber (1795–1875), Anatom
- Theodor Weber (1836–1906), Philosoph, zweiter Bischof der Alt-Katholischen Kirche
- Erich Weede (* 1942), Soziologe
- Michael Weiers (1937–2025), Orientalist
- Erich Weigelin (1916–2010), Ophthalmologe
- Erich Weiß (1939–2020), Hochschullehrer für Bodenordnung und Bodenwirtschaft
- Hans Jörg Weitbrecht (1909–1975), Psychiater und Neurologe, 1969/70 Rektor der Universität
- Carl Christian von Weizsäcker (* 1938), Professor für Volkswirtschaftslehre
- Carl Theodor Welcker (1790–1869), Jurist
- Friedrich Gottlieb Welcker (1784–1868), Altphilologe
- Matthias Weller (* 1971), Rechtswissenschaftler
- Heinrich Carl Weltzien (1928–2020), Agrarwissenschaftler und Phytopathologe
- Hans Welzel (1904–1977), Strafrechtler
- Michael Wetzel (* 1952), Literatur- und Medienwissenschaftler
- Alfred Wiedemann (1856–1936), Ägyptologe
- Benno von Wiese (1903–1987), Germanist
- Stefan Wild (* 1937), Orientalist
- Wolfgang Will (* 1948), Althistoriker
- Manfred Windfuhr (* 1930), Literaturwissenschaftler
- Bernhard Windscheid (1817–1892), Jurist
- Bertold Witte (* 1937), Geodät
- Ernst Wolf (1902–1971), Theologe
- Helmut Wolf (1910–1994), Geodät
- Erwin Wolff (1924–2007), Literaturwissenschaftler
- Martin Wolff (1872–1953), Jurist
- Hellmut Wollenweber (1903–1976), Wirtschaftswissenschaftler
- Michael Wolter (* 1950), Theologe
- Harald Wolter-von dem Knesebeck (* 1964), Kunsthistoriker
- Hermann Wurmbach (1903–1976), Zoologe
- Paul Wurster (1926–1994), Geologe

### Z
- Herbert Zachert (1908–1979), Japanologe
- Don Zagier (* 1951), Mathematiker
- Heinrich Michael Zakosek, Geologe, Professor für Bodenkunde und Lehrstuhlinhaber
- Frank Günter Zehnder (* 1938), Kunsthistoriker
- Daniel Zimmer (* 1959), Jurist
- Heinrich Zimmermann (1915–1980), katholischer Theologe
- Willy Zinkahn (1908–1992), Honorarprofessor für Rechtswissenschaft
- Ernst Zitelmann (1852–1923), Jurist
- Reinhard Zöllner (* 1961), Japanologe
- Philipp Zorn (1850–1928), Jurist
- Wolfgang Zorn (1922–2004), Wirtschaftshistoriker
- Nathan Zuntz (1847–1920), Physiologe
- Albert Zwick (1890–1958), Statistiker
- Otto Zwierlein (* 1939), Altphilologe
- Erika Zwierlein-Diehl (1936–2025), klassische Archäologin
- Adolf Zycha (1871–1948), Rechtshistoriker

## Studenten

### A
- Frank Frost Abbott, Klassische Philologie, Hochschullehrer (Princeton)
- Bernhard Abeken, Rechtswissenschaften, Schriftsteller, Jurist und Politiker
- Hermann Josef Abs, Wirtschafts- und Rechtswissenschaften, Bankmanager
- Johann Daniel Achelis, Physiologe
- Marylyn Addo, Medizin, Professorin
- Konrad Adenauer, Rechtswissenschaft, Politiker
- Gunther Adler, Politikwissenschaft, Soziologie und Staatsrecht, Staatssekretär
- Charles Hamilton Aide, englischer Offizier und Schriftsteller
- Wolfgang Albers, Rechtswissenschaft, ehem. Polizeipräsident
- Albert Prinz von Sachsen-Coburg-Gotha, Philosophie, Ehemann der britischen Königin Victoria
- Ernst Albrecht, Volkswirtschaft, Ministerpräsident
- Erich Albrecht, Rechtswissenschaft, Diplomat
- Wilhelm Alff, Theologie und Philosophie, Historiker
- Karsten Altenhain, Rechtswissenschaft, Professor
- Friedrich Althoff, Rechtswissenschaft, Ministerialdirektor
- Friedrich Johann von Alvensleben, Rechtswissenschaft, Diplomat
- Gottfried Friedrich Aly, Klassische Philologie, Schulpolitiker
- Wolfgang Aly, Altphilologie, Professor
- Sibylle Anderl, Physik, Publizistin
- Gisela Anton, Physik, Professorin
- Bernhard Sven Anuth, katholische Theologie, Philosophie und Germanistik, Theologe
- Kurt Apitz, Medizin, Pathologe
- Hans-Jürgen Appelrath, Mathematik und Philosophie, Informatiker
- Oliver Arránz Becker, Psychologie, Soziologe
- Alexander Arweiler, klassische Philologie, Philosophie und katholische Theologie, Altphilologe
- Jörg Asmussen, Volkswirtschaft, ehem. Staatssekretär
- Günter Assenmacher, katholische Theologie, Offizial
- Hermann Aubin, Geschichte, Historiker
- Benjamin Auerbach, Medizin, Arzt
- Wolfram Ax, Klassische Philologie und Germanistik, Altphilologe
- Peter Axer, Rechtswissenschaftler

### B
- Heinrich Bachem, Rechts- und Staatswissenschaften, Jurist, Verwaltungsbeamter und Mitglied des Reichsrats
- Friedrich Back, Philologie und Theologie, deutscher Schuldirektor und Heimatforscher
- Patrick Bahners, Geschichte und Philosophie, Journalist
- Emil Baehrens, Klassische Philologie, Professor in Jena und Groningen
- Bettina Bähr-Losse, Rechtswissenschaft, Politikerin
- Manfred Baldus, Rechtswissenschaft, Politologie und Philosophie, Rechtsprofessor
- Werner Ballhausen, Rechtswissenschaft, Staatssekretär
- Albert von Bamberg, Klassische Philologie, Gymnasialdirektor
- Robert von Barton gen. von Stedman, Rechtswissenschaft, Landrat
- Carl Baumann, deutscher Politiker
- Adolf Baumgartner, Klassische Philologie, Schweizer Altphilologe und Historiker deutscher Herkunft
- Adolf Bauer, Geschichte, Professor
- Alexander Baur, Rechtswissenschaft, Politiker
- Max Peter Baur, Mathematik, Wissenschaftsmanager in der Universitätsmedizin
- Richard Bayer, Chemie, Industrieller
- Hellmut Becher, Medizin, Anatom
- Carl Becker, klassische Philologie, Professor
- Christoph Becker, Rechtswissenschaft, Mitglied der Frankfurter Nationalversammlung
- Curt Becker, Rechtswissenschaft, CDU-Politiker
- Felix Becker, Kunstgeschichte, Kunsthistoriker
- Ekkehard Becker-Eberhard, Rechtswissenschaft, Professor
- Heinz Becker, Medizin, Professor
- Hermann Becker, Rechts- und Staatswissenschaften, Politiker (MdR), Oberbürgermeister von Dortmund und Köln
- Joachim Becker, Rechtswissenschaft, Politiker
- Jürgen Becker, Rechtswissenschaft, Professor
- Jürgen Becker, Rechtswissenschaft, Staatssekretär
- Karl Georg Becker, Rechtswissenschaft, Politiker (MdR)
- Katrin Becker, Physik, Physikprofessorin
- Leopold Becker, Rechtswissenschaft, Politiker
- Melanie Becker, Physik, Physikprofessorin
- Wolfgang Becker, Kunstgeschichte, Kunsthistoriker
- Wolfgang Becker, ev. Theologie und Germanistik, Oberbürgermeister von Herne
- Manfred Becker-Huberti, katholische Theologie, Theologe
- Stéphane Beemelmans, Rechtswissenschaft, Staatssekretär im Bundesverteidigungsministerium
- Hermann Ludwig Behn, Rechtswissenschaft, Hamburger Senatssyndikus
- Konrad Beikircher, Musikwissenschaft, Psychologie und Philosophie
- Franz Beissel von Gymnich, Landrat
- Richard Beissel von Gymnich, Rechtswissenschaft, Landrat
- Silvia Bender, Agrarwissenschaft, Staatssekretärin
- Gottfried Benn, Philologie, Dichter
- Otto Benndorf, Kunstgeschichte, Klassischer Archäologe
- Gabriela Bennemann, Anglistik und Germanistik, Diplomatin
- Max Bense, Physik, Chemie, Mathematik und Geologie und Philosophie, Philosoph
- Ludwig Friedrich Karl Berg, Theologie, katholischer Geistlicher
- Christian Berger, Volkswirtschaft, Diplomat
- Alexander Bergmann, Rechtswissenschaft, Präsident des Oberlandesgerichts Köln
- Günter Bergmann, Mathematik, Botanik, Zoologie, Philosophie und Musikwissenschaften, Mathematiker
- Theodor Bergmann, Landwirtschaft, Agrarwissenschaftler
- Felix Bernard, Theologie und Volkswirtschaft, Theologe
- Philipp Bertkau, Naturwissenschaften, Zoologe
- Gerhard von Beseler, Rechtswissenschaft, Professor
- Erik Bettermann, Philosophie, Pädagogik und Sozialpädagogik, Intendant der Deutschen Welle
- Helmut Beyer, Volkswirtschaft, Fußballfunktionär
- Peter Beyer, Recht, Geschichte und Politik, MdB
- Klaus von Beyme, Politikwissenschaft, Professor
- Ernst Bickel, Klassische Philologie, Professor
- Wolfgang Binsfeld, Klassische Archäologie, Professor
- Irene Biontino, Rechtswissenschaft, Diplomatin
- Ulrich Birkenheier, Rechtswissenschaft, MAD-Präsident
- Theodor Birt, Klassische Philologie, Professor
- Friedrich Wilhelm von Bissing, Klassische Philologie, Archäologie, Kunstgeschichte sowie Ägyptologie, Ägyptologe
- Hugo Blanck, Naturwissenschaften, Chemiker
- Gustav Blanke, Germanistik, Anglistik und Geschichte, Amerikanist
- Wilhelm Bleek, Geschichte und Mathematik, Politikwissenschaftler
- Hermann Bleibtreu, Naturwissenschaften, Chemiker
- Friedrich Bloemer, Jurist und Politiker, Mitglied der Frankfurter Nationalversammlung
- Norbert Blüm, Philosophie, Germanistik, Geschichte und Theologie, Politiker
- Helmut Blume, Geographie, Professor
- Eduard Böcking, Rechtswissenschaft, Professor
- Christian Bode, Rechtswissenschaft, Generalsekretär des DAAD
- Karl Bode, Nationalökonomie, Professor
- Bodo von Bodenhausen, Rechtswissenschaft, Landrat
- Ingrid Bodsch, Geschichte, Museumsleiterin
- Johannes Boehlau, Klassische Philologie und Archäologie, Archäologe
- Anne Katrin Bohle, Rechts- und Staatswissenschaften, Staatssekretärin
- Felix Bölte, Klassische Philologie, Gymnasiallehrer und Honorarprofessor
- Eberhard Bohne, Rechts- und Politikwissenschaft, Rechtswissenschaftler
- Harry Böninger, Rechtswissenschaft, Landrat
- Georg Bollenbeck, Germanistik, Geschichte, Politologie und Philosophie, Germanist und Kulturwissenschaftler
- Rolf Bolwin, Jura, Politische Wissenschaft und Geschichte, geschäftsführender Direktor des Deutschen Bühnenvereins
- Holger Bonus, Volkswirtschaftslehre, Wirtschaftsprofessor
- Martin Booms, Philosophie, Germanistik und Erziehungswissenschaft, Philosophieprofessor
- Bernard Borggreve, Forstwissenschaftler, Zoologe und Botaniker
- Helmut Born, Landwirtschaft, Generalsekretär des Deutschen Bauernverbandes
- Franz Bosbach, Historiker und Hochschullehrer
- Friedrich Wilhelm Bosch, Rechtswissenschaft, Professor
- Hartmut Bosch, Rechtswissenschaft, Staatssekretär a. D.
- Bettina Böttinger, Fernsehmoderatorin und Produzentin
- Jürgen Bräcklein, Rechtswissenschaft, Oberstadtdirektor
- Dietrich Brandis, Naturwissenschaften, Botaniker
- Bernhard von Brauchitsch, Rechtswissenschaft, Offizier
- Guido Braun, Geschichte, französische und italienische Philologie, Geschichtsprofessor
- Artur Brausewetter, evangelischer Theologe und Schriftsteller
- Gustaf Braun von Stumm, Rechtswissenschaft, Diplomat
- Arnold Brecht, Rechtswissenschaft, Ministerialdirektor
- Conrad Justus Bredenkamp, Theologe und Hochschullehrer
- Dennis Breder, Physik, Schachspieler
- Wilfried von Bredow, Politikwissenschaft, Professor
- Rolf Breitenstein, Anglistik, Germanistik und Volkswirtschaftslehre, Journalist und Diplomat
- Clemens Brentano, Mineralogie, Dichter (Des Knaben Wunderhorn)
- Michael Breuer, Volkswirtschaftslehre, Präsident des Rheinischen Sparkassen- und Giroverbandes, Staatsminister a. D.
- Rolf-Ernst Breuer, Rechtswissenschaft, Bankmanager
- Götz Briefs, Geschichte und Philosophie, römisch-katholischer Sozialethiker, Sozialphilosoph und Nationalökonom
- Hans Brinckmann, Rechtswissenschaft, Professor
- Theodor Brinkmann, Landwirtschaft und Nationalökonomie, Agrarwissenschaftler
- Josef Brinkhues, Theologie, Bischof der Alt-Katholischen Kirche
- Hans Brox, Rechtswissenschaft, Professor
- Max Bruch, Philosophie, Musiker und Komponist
- Heinrich Brüning, Volkswirtschaftslehre, Politiker und Reichskanzler
- Hugo Carl Georg Bruns, Rechtswissenschaft, Jurist
- Ivo Bruns, Altphilologie, Altphilologe
- Karl Heinz Büchel, Chemie, Chemiker
- Karl Bücher, Alte Geschichte und Philologie, Nationalökonom und Zeitungskundler
- Tom Buhrow, Geschichte und Politikwissenschaften, Journalist
- Arthur Bülow, Rechtswissenschaft, Staatssekretär
- Hans Adolf von Bülow, Rechts- und Staatswissenschaften, Diplomat
- Hermann Bunjes, Kunstgeschichte, Kunsthistoriker
- Jacob Burckhardt, Kulturhistoriker
- Eckart Bueren, Rechtsprofessor
- Heinrich Bürgers, Philologie, Journalist und Politiker
- Michael Burges, Maler
- Joseph Burkart, Bergrat und Forschungsreisender
- Peter Burmeister, Mathematik, Professor
- Ulrich Busch, Slavistik, Deutsch und Philosophie, deutscher Slawist
- Christiane Busch-Lüty, Wirtschaftswissenschaften, Professorin
- Marco Buschmann, Rechtswissenschaft, Politiker
- Dietrich Busse, Philosophie, (Allgemeine) Sprachwissenschaft, Germanistik, Soziologie und Politische Wissenschaft, deutscher Germanist
- Felix Busse, Jura, Rechtsanwalt

### C
- Peter Caesar, Rechtswissenschaft, Politiker
- Hans-Ulrich Cain, Klassische Archäologie, Alte Geschichte, Griechisch und Kunstgeschichte, Klassischer Archäologe
- Helma Cardauns, Germanistik, Philosophie und Theologie, Schriftstellerin
- Friedrich Cauer, Klassische Philologie und Geschichte, Altphilologe
- Donat de Chapeaurouge, Kunstgeschichte, Kunsthistoriker
- Karl Christiani, Theologie, Politiker
- Eva Christiansen, Volkswirtschaftslehre, Abteilungsleiterin im deutschen Bundeskanzleramt
- Claus-Dieter Clausen, Geologie, Geologe
- Manfred Clauss, Katholische Theologie, Geschichte und Philosophie, Althistoriker
- Martin Clauss, Germanistik, lateinische Philologie und katholische Theologie, Historiker
- Klaus-Christoph Clavée, Rechtswissenschaft, Gerichtspräsident
- Christoph Conrad, Geschichte, Islamwissenschaft und Philosophie, Geschichtsprofessor
- Eckart Conze, Geschichte, Politikwissenschaft und Öffentliches Recht, Historiker
- Franz Cramer, Rechtswissenschaft, Provinzialrömischer Archäologe
- Otto Creutz, Rechtswissenschaft, Landrat
- Stefan Creuzberger, Geschichte und Geographie, Historiker
- Christian IX., dänischer König
- Carl Crome, Rechtswissenschaft, Rechtswissenschaftler
- Heinz Cüppers, Klassische Archäologie, Alte Geschichte und Klassische Philologie, Provinzialrömischer Archäologe
- Ernst Curtius, klassischer Archäologe und Althistoriker
- Ernst Robert Curtius, Philologie, Romanist
- Georg Curtius, Professor für klassische Philologie
- Julius Curtius, Rechtswissenschaft, Reichsminister

### D
- Hans Daniels, Mathematik, Rechtswissenschaften und Volkswirtschaft, Oberbürgermeister von Bonn
- Ludwig von Danwitz, Germanistik, Französisch und Geschichte, Journalist
- Thomas von Danwitz, Rechtswissenschaft, Politikwissenschaft und Neuere Geschichte, Rechtswissenschaftler und Richter am EuGH
- Kerstin von der Decken, Rechtswissenschaft, Internationale Beziehungen
- Johann Josef Demmel, Theologie, Bischof der Alt-Katholischen Kirche
- Josef Demmel, Theologie, Bischof der Alt-Katholischen Kirche
- Marcus Deufert, Altphilologie, Altphilologe mit Schwerpunkt Latinistik
- Otto Depenheuer, Rechtswissenschaft, Rechtswissenschaftler
- Jacob Dernburg, Rechtswissenschaft, Richter
- Georg von Detten, Rechtswissenschaft, preußischer Abgeordneter der Zentrumspartei
- Paul Deussen, Philosophie und Theologie, Philosoph, Indologe
- Karl Dickel, Forstwissenschaftler und Jurist
- Bärbel Dieckmann, Philosophie, Geschichte und Sozialwissenschaften, ehem. Oberbürgermeisterin von Bonn
- Johann Friedrich Dieffenbach, Mediziner und Chirurg, Begründer der modernen Plastischen Chirurgie
- Hermann Diels, Altphilologie, Professor
- Wilhelm Dillenburger, Altphilologie, Philologe
- Wolfgang Dittrich, Geschichte und Germanistik, Bibliothekar
- Adalbert zu Dohna-Lauck, Rechtswissenschaft, preußischer Kammerherr
- Feodor zu Dohna-Lauck, Rechts- und Kameralwissenschaften, deutscher Diplomat
- Dominik Dombrowski, Philosophie, Sprach- und Literaturwissenschaft, Autor und Übersetzer
- Christoph Graf Dönhoff, Rechtswissenschaft, Verbandsvertreter
- Holger Dörnemann, katholische Theologie und Religionspädagogik
- Katja Dörner, Politikwissenschaft, Öffentliches Recht und Literaturwissenschaften, Bonner Oberbürgermeisterin und MdB
- Frieder Döring, Medizin, Arzt und Schriftsteller
- Sabine Doering-Manteuffel, Ethnologie und Volkskunde, Ethnologin
- Heinrich Drerup, Klassische Archäologie, Professor
- Volker Dringenberg, Rechtswissenschaft, Landtagsabgeordneter
- Markus Dröge, evangelische Theologie, Bischof
- Ernst Dronke, Schriftsteller und Journalist
- Reinhard Dross, Germanistik und Geschichte, Professor für Evangelische Theologie und Religionspädagogik
- Nikolaus Druckenmüller (1806–1883), Mathematiklehrer und Großindustrieller
- Gottfried von Dryander (1876–1951), Rechtswissenschaft, Verwaltungsbeamter
- Heinz Duchhardt, Geschichte, Politikwissenschaft und Kunstgeschichte, Historiker
- Konrad Duden, Philologie
- Heinrich Düntzer, Altphilologie, Professor
- Johann Duerst, Agrarwissenschaften, Rektor der Universität Bern
- Manfred Durzak, Germanistik, Anglistik und Philosophie, Germanist und Literaturwissenschaftler

### E
- Friedrich Wilhelm Ebel, Rechtswissenschaft, Professor
- Wilhelm Ebel, Rechts- und Geschichtswissenschaft sowie Philologie, Rechtshistoriker
- Diederich Eckardt, Rechtswissenschaft, Professor
- Georg Eckert, Geschichte, Geographie, Germanistik sowie Volks- und Völkerkunde, Geschichtsdidaktiker
- Roderich Egeler, Volkswirtschaftslehre, Präsident des Statistischen Bundesamtes
- Caspar Ehlers, Geschichte, Historiker
- Ulrich Eibach, Biologie, Evangelische Theologie und Philosophie, Theologieprofessor
- Franz Eichbaum, Medizin, Arzt
- Hermann von Eichendorff, Jura, Sohn des Dichters und dessen Biograf
- Franz von Eichmann, Rechtswissenschaft
- Fritz von Eichmann, Rechtswissenschaft
- Friedrich Endemann, Jura, Rechtswissenschaftler
- Wilhelm Engelhardt, Jura
- Manfred Engelmann, Germanistik, Geographie und Erziehungswissenschaft, Bundeskulturreferent der Landsmannschaft der Banater Schwaben
- Dieter Engels, Rechtswissenschaft, Präsident des Bundesrechnungshofs
- Heinrich Epskamp, Soziologie und Volkswirtschaftslehre, Soziologieprofessor
- Heinrich Erkes, neuere Sprachen und Geologie, Kaufmann
- Max Ernst, Philosophie, Germanistik, Kunstgeschichte, Kriminalpsychologie, Maler und Bildhauer
- Wolfgang Ernst, Rechtswissenschaft, Rechtsprofessor
- Josef van Ess, Islamwissenschaft, Arabisch, Türkisch, Persisch, Klassische Philologie und mittelalterliche Philosophie, Islamwissenschaftler
- Franz Joseph Esser, Maler, Zeichner, Grafiker, Illustrator, Karikaturist, Pressezeichner
- Manfred Esser, Philosophie und Sprachen, deutscher Schriftsteller
- Walter Eucken, Volkswirtschafts-Professor, promovierte 1913
- Botho zu Eulenburg, Rechtswissenschaft, preußischer Ministerpräsident
- Eugen Ewig, Geschichte, Deutsch, Romanistik und Philosophie, Historiker
- Kurt Exner, Archäologie, Provinzialrömischer Archäologe

### F
- Robert Faber, Rechts- und Staatswissenschaften, Verleger
- Ernst Fabricius, provinzialrömischer Archäologe und Althistoriker
- Hans Jörg Fahr, Physik, Mathematik und Philosophie, Astrophysiker
- Heino Falcke, Physik, Astronom
- Herbert Falken, katholische Theologie und Philosophie, Maler und Priester
- Nikolaus Fasolt, Romanistik, Anglistik, Slavistik und Nationalökonomie, Unternehmer
- Klara Marie Faßbinder, Philosophie, Geschichte, Sprachen, Friedensaktivistin
- Manfred Faßler, Physik, Medienwissenschaftler
- Erich Fechner, Philosophie, Soziologie, Germanistik, Anglistik, Wirtschaftswissenschaft und Rechtswissenschaft, Rechtswissenschaftler und Soziologe
- Norbert Feldhoff, katholische Theologie, Generalvikar, Dompropst
- Erich Feldmann, Philosophie, Pädagogik, Psychologie, Geschichte und Germanistik, Professor
- Thomas Fellner, Klassische Philologie, österreichischer Archivar, Historiker und Hochschullehrer
- Ulf Fink, Volkswirtschaft, deutscher Politiker
- Carl Maria Finkelnburg, Medizin, Professor
- Berthold Finkelstein, Chemie, Theologie und Wirtschaftswissenschaften, Volkswirt
- Emil Fischer, Chemie, Professor
- Hermann Fischer, Rechtswissenschaft, Bankmanager
- Karsten Fischer, Politikwissenschaft, Philosophie und Völkerrecht, Politikwissenschaftler
- Paul David Fischer, Rechtswissenschaft, Unterstaatssekretär
- Victor von Fischer-Treuenfeld, Rechtswissenschaft, Polizeipräsident
- Walter Fischer, Rechtswissenschaft, Richter
- Wolfgang Fischer-Bossert, Klassische Archäologie, Alte Geschichte, Biblische und Christliche Archäologie, Klassischer Archäologe und Numismatiker
- Jochen Flasbarth, Volkswirtschaft, Politikwissenschaft und Philosophie, Staatssekretär
- Max Flesch, Medizin, Arzt
- Klaus-Theodor Fliedner, Medizin, Sanitätsoffizier
- Werner Flume, Rechtswissenschaft, Professor
- Horst Föhr, Rechtswissenschaft und Volkswirtschaft, Manager
- Gesine Foljanty-Jost, Politikwissenschaft, Soziologie und Japanologie, Professorin für Japanologie
- Anna-Barbara Follmann-Schulz, Klassische Archäologie, Archäologin
- Elvira Fölzer, Klassische Archäologie, Klassische Philologie und Kunstgeschichte, Archäologin
- Anton Fonck, Rechtswissenschaft, Landrat
- Ralf Forsbach, Geschichte, Politische Wissenschaft und Völkerrecht, Historiker
- Arnold Foerster, Naturwissenschaften, Botaniker und Entomologe
- Hans Foerster, Geschichte, Historiker
- Johann Forster, Rechtswissenschaft, preußischer Verwaltungsbeamter
- Ernst Forsthoff, Rechtswissenschaft, Staats- und Verwaltungsrechtler
- Charlotte Fränkel, Klassische Philologie, Klassische Archäologie und Germanistik, Klassische Archäologin und Gymnasiallehrerin
- Hermann Fränkel, Klassische Philologie und Germanistik
- Hermann Josef Frede, katholische Theologie, Theologe
- Fritz Fremersdorf, Archäologie, Museumsdirektor
- Carl Remigius Fresenius, Chemie, Chemiker
- Karl Freudenberg, Naturwissenschaften, Chemiker
- Ernst von Freyberg, Rechtswissenschaft, Bankmanager
- Eckart John von Freyend, Volkswirtschaft, Immobilienmanager
- Willy Freytag, Philosophie, Philosoph
- Angela D. Friederici, Psychologie, Neuropsychologin
- Paul Friedländer, Klassische Philologie und Archäologie, Gräzist
- Josef Frings, Theologie, Erzbischof von Köln
- Friedrich Franz II. (Mecklenburg), Rechtswissenschaft, späterer Großherzog von Mecklenburg
- Prinz Friedrich Wilhelm, Rechtswissenschaften, 1888 als Friedrich III. Deutscher Kaiser
- Prinz Friedrich von Baden, Rechts- und Staatswissenschaften, der spätere Großherzog Friedrich II.
- Hans Fritsch, Rechtswissenschaft, Manager und Freund Tucholskys
- Wolfram von Fritsch, Rechtswissenschaft, Manager
- Stefan Fröhlich, Politikwissenschaft, Anglistik, Hispanistik und Wirtschaftswissenschaften, Politikwissenschaftler
- Michael Fuchs, Pharmazie, Politiker
- Johann Carl Fuhlrott, Theologie, Paläontologie, Zoologie, Mineralogie, Botanik, Entdecker des „Neandertalers“
- Eduard Führ, Kunstgeschichte, Philosophie, Psychologie und Soziologie, Architekturhistoriker
- Andreas Funke, Rechtswissenschaft, Rechtsprofessor
- Fritz Funke, Brauerei-Unternehmer
- Manfred Funke, Geschichte, Historiker
- Helmut Fußbroich, Kunstgeschichte, Archäologie und Pädagogik, Kunsthistoriker

### G
- Markus Gabriel, Philosophie, klassische Philologie, neuere deutsche Literaturwissenschaft und Germanistik, Philosoph
- Hans Gaede, Mathematik, preußischer General der Infanterie
- Klaus Ferdinand Gärditz, Rechtswissenschaft, Professor
- Franz von Gaertner, Rechtswissenschaft, Landrat
- Jan Felix Gaertner, Klassische Philologie und Romanistik, Professor
- Andreas Gau, katholische Theologie, Theologe
- Jörg-Dieter Gauger, Geschichte, Althistoriker
- Niels Gaul, Byzantinist
- Friedrich Heinrich Geffcken, Geschichte, Rechtswissenschaftler
- Horst Geffers, Geodäsie, Konteradmiral
- Emanuel Geibel, Theologie, Dichter (Der Mai ist gekommen)
- Abraham Geiger, Arabistik, Rabbiner
- Wilhelm Geiger, klassische und orientalische Philologie, Indologe und Iranist
- Johannes Geismann, Rechtswissenschaft, Staatssekretär
- Ludwig von Geldern, Rechtswissenschaft, deutscher Verwaltungsjurist
- Wilfred Geominy, Klassische Archäologie, Alte Geschichte und Latein, Klassischer Archäologe
- Lucio Gera, katholische Theologie, argentinischer Theologe
- Ludwig Gerkrath, Philosophie und Theologie, Philosoph
- Sabine Gerloff, Ur- und Frühgeschichtlerin
- Johannes Gerster, Rechts- und Staatswissenschaften, Politiker
- Benjamin Gess, Mathematik und Informatik, Mathematikprofessor
- Dieter Geuenich, Geschichte, Germanistik, Theologie und Philosophie, Historiker
- Albert Gier, Romanist und Librettologe
- Dieter Giesen, Rechtswissenschaft, Professor
- Joseph Goebbels, Germanistik, Philosophie und Kunstgeschichte, nationalsozialistischer Politiker
- Alexander von der Goltz, Rechtswissenschaft, Abgeordneter und Verwaltungsbeamter
- Manfred Görg, Kath. Theologie und Ägyptologie, Professor
- Stefan Gorißen, Geschichtswissenschaft, Germanistik, Philosophie und Pädagogik, Historiker
- Frerich Görts, Rechtswissenschaft, Staatssekretär a. D.
- Albert von Goßler, Jurist, Minister im Fürstentum Anhalt-Köthen und im Fürstentum Anhalt-Dessau
- Leopold Karl Goetz, altkatholische Theologie, Professor
- Peter Götz von Olenhusen, Rechtswissenschaft, OLG-Präsident
- Horst Gräf, Rechtswissenschaften und Volkswirtschaftslehre, Staatssekretär
- Willi Graf, Medizin, Mitglied der Widerstandsgruppe Weiße Rose
- Oskar Graemer, Rechtswissenschaft, Oberbürgermeister
- Christof Gramm, Rechtswissenschaft, Präsident des Militärischen Abschirmdienstes
- Carl Friedrich Graumann, Psychologie, Professor
- Karl Theodor Gravenhorst, Klassische Philologie und Geschichte
- Hellmuth Greinert, Rechtswissenschaft, Politiker
- Georg Gresser, Geschichte, Katholische Theologie u. a., Mediävist und Kirchenhistoriker
- Julius Grimm, Rechtswissenschaft, Politiker
- Franz Joseph van der Grinten, Kunstgeschichte, Philosophie, Kunstsammler und Kunsthistoriker
- Hans von der Groeben, Rechtswissenschaft und Volkswirtschaftslehre, Mitglied der Kommission der EWG
- Johannes Grohe, Geschichte und Pädagogik, Theologe
- Günther von der Groeben, preußischer Generalleutnant
- Simon Groener, Rechtswissenschaft, Landrat
- Robert Grosche, katholische Theologie, Theologe
- Johannes Grotjan, Rechtswissenschaft, Landrat
- Undine Gruenter, Jura, Literaturwissenschaft und Philosophie, Schriftstellerin
- Monika Grütters, Germanistik, Kunstgeschichte und Politikwissenschaft, Politikerin
- Bernhard von Gudden, Medizin, Psychiater von König Ludwig II. von Bayern, mit dem er gemeinsam auf einem Spaziergang den Tod fand
- Paul Gülker, Rechtswissenschaft, Versicherungsmanager
- Karl-Heinz Gursky, Rechtswissenschaft, Professor
- Paul Güßfeldt, Mathematik und Naturwissenschaften, Geograph
- Alfred Gütgemann, Medizin, Medizinprofessor
- Wilfried Guth, Volkswirtschaft, Vorstandssprecher der Deutschen Bank
- Peter Gutjahr-Löser, Rechtswissenschaft, Universitätskanzler

### H
- August Haag, Gymnasiallehrer
- Heiner Haan, Geschichtswissenschaft, Historiker
- Hans Josef Haas, Rechtswissenschaft, Verwaltungsjurist
- Wilhelm Haas, Rechtswissenschaft, Diplomat
- Julius von Haast, Geologie, Naturforscher und Entdecker
- Jürgen Habermas, Philosophie, Geschichte und Psychologie, Philosoph und Soziologe
- Adolph Hach, Rechtswissenschaft, Verwaltungsjurist und Historiker
- Eduard Hach, Rechtswissenschaft, Verwaltungsjurist, Historiker, Archivar und Heimatforscher
- Julius Hadrich, Staatswissenschaften, Politiker
- Maria Johanna Hagemeyer, Jura, erste deutsche Richterin
- Jürgen von Hagen, Volkswirtschaft und Politikwissenschaft, Wirtschaftsprofessor
- Hermann Hagena, Slawistik, Offizier
- Gustav von Hagenow, Rechtswissenschaft, Verwaltungsbeamter und Rittergutbesitzer
- Konrad Hahn, Rechtswissenschaft, Landrat
- Michael Hahn, Indologe, Tibetologe
- Peter Hahn, Rechtswissenschaft, Verbandsfunktionär
- Granville Stanley Hall, Philosophie, früher amerikanische Psychoanalytiker
- Franz Hallenbach, Mathematik, Geophysiker
- Albert Halley, Rechtswissenschaft, Ministerialbeamter
- Kunrat von Hammerstein-Equord, Jurist und Widerstandskämpfer gegen das NS-Regime
- Karl Hampe, Germanistik und Geschichte, Historiker
- Theodor Hanf, Politologie, Soziologie und Pädagogik, Soziologe
- Michael Hange, Mathematik, Präsident des Bundesamts für Sicherheit in der Informationstechnik
- Gustav Hansen, Rechtswissenschaften, Präsident des Hanseatischen Oberlandesgerichts
- Rudolf von Hantelmann, Rechtswissenschaft, Rittergutsbesitzer und Hofbeamter
- Martin Hanz, Rechtswissenschaften, Diplomat
- Alfred Hartmann, Rechtswissenschaft, Staatssekretär
- Jürgen Hartmann, Rechtswissenschaft, Staatssekretär
- Otto Karl Hartmann, Rechtswissenschaft, Verwaltungsjurist
- Ulrich Hartmann, Rechtswissenschaften, Manager
- Joachim Hartung, Mathematik, Statistiker
- Georg Hasenclever, Rechts- und Kameralwissenschaften, Landrat
- Hans-Egon Hass, Germanistik, Philosophie, Psychologie und Romanistik, Germanist
- Harald Hau, Volkswirtschaftslehre, Finanzwissenschaftler
- Felix Hauptmann, Jurist
- Ulrike Hauröder-Strüning, Geologie, Beamtin der Bundeswehrverwaltung
- Adolf Haeuser, Chemie, Generaldirektor der Farbwerke Hoechst AG
- Friedrich von Hedemann-Heespen, Rechtswissenschaft, Mitglied des Schleswig-Holsteinischen Provinzial-Landtags
- Hannes Heer, Literaturwissenschaft und Geschichtswissenschaft, Historiker
- Peter Heesen, Germanistik, Philosophie, Katholische Religion und Pädagogik, Vors. des Deutschen Beamtenbundes
- Wolfgang Hefermehl, Rechtswissenschaft, Juraprofessor
- Gerd Hegemann, Medizin, Chirurg
- Ulrich von Hehl, Geschichte und Germanistik, Historiker
- Dieter Heidtmann, Evangelische Theologie, Politikwissenschaft und Geschichte, evangelischer Theologe, Pfarrer, Politiker und Politikwissenschaftler
- Ulrich Heifer, Medizin, Rechtsmediziner
- Betty Heimann, Klassische Philologie und Sanskrit, Indologin
- Heinrich Heine, Rechtswissenschaft, Schriftsteller
- Albert Heinekamp, Philosophie, Germanistik, Sprachwissenschaft und Theologie, Bibliothekar und Leibniz-Forscher
- Werner Heinen, Mathematik und Naturwissenschaften, Biologe
- Gabriele Heinen-Kljajić, Politikwissenschaft, Soziologie und Germanistik, Politikerin
- Albert Heising, Rechtswissenschaft, Landrat
- Bruno von Heister, Rechtswissenschaft, preußischer Abgeordneter
- Manfred Hell, Germanistik, Anglistik und Komparatistik, deutscher Unternehmer und Sportfunktionär
- Hansgerd Hellenkemper, Alte Geschichte, Historische Geographie, Klassische Archäologie und Orientalische Kunstgeschichte, Museumsdirektor
- Edmund Heller, Germanistik und Philosophie, Staatssekretär
- Johannes Helmrath, Geschichte, Philosophie und Lateinische Philologie, Historiker
- Barbara Hendricks, Geschichte und Sozialwissenschaften, Politikerin
- Renate Hendricks, Psychologie, Landtagsabgeordnete
- Bernard Henrichs, katholische Theologie, Dompropst
- Detlef Hensche (1938–2023), Rechtswissenschaft, Gewerkschaftsführer
- Wilhelm Henzen, Philologie, Epigraphiker
- Ernst Herbig, Bergbau, Kohlemanager
- Heinrich Herkenrath, Philosophie, Theologie und Volkswirtschaft, Politiker
- Norbert Herkenrath, Philosophie und Theologie, Priester
- Hubert Herkommer (* 1941), Philologe und Hochschullehrer in Göttingen und Bern
- Andreas Herlinghaus (* 1965), Rechtswissenschaft, Bundesrichter
- Gerrit Herlyn, Theologie, Pastor
- Heinrich Herrfahrdt, Jura, Professor
- Hans-Walter Herrmann, Geschichte, Germanistik, Geographie und Kunstgeschichte, Historiker und Archivar
- Henner von Hesberg (* 1947), Klassische Archäologie, Alte Geschichte, Klassische Philologie und Kunstgeschichte, Erster Direktor der Abteilung Rom des Deutschen Archäologischen Instituts
- Moses Hess, Philosophie, utopischer Sozialist, Autor
- Gerhard Hesse, Chemie, Professor
- Stefan Heße, katholische Theologie, Erzbischof von Hamburg
- Gerd Heusch, Rechtswissenschaft, Präsident von Alemannia Aachen
- Wilhelm Heuser, Rechtswissenschaft, Politiker
- Hermine Heusler-Edenhuizen, Medizin, erste deutsche Frauenärztin
- Julius Heveling, Philosophie, Geistlicher und Politiker
- Klaus von der Heyde, Rechtswissenschaft, Bankmanager
- Hermann Heydweiller, Rechtswissenschaft, Landrat
- Michael Hillen, Altphilologie, Generalredaktor des Thesaurus Linguae Latinae
- Julia Hillner, Geschichte, Italienisch und Erziehungswissenschaften, Althistorikerin
- Peter Hintze, evangelische Theologie, Politiker
- Ingelore Hinz-Schallreuter, Geologie und Paläontologie, Hochschullehrerin
- Edgar von Hobe, Rechtswissenschaft, Landrat
- Clemens Hoch, Rechtswissenschaft, SPD-Politiker
- Björn Höcke, Sportwissenschaften und Geschichte für das Lehramt am Gymnasium, Politiker
- Ulrike Höfken, Landwirtschaft, Volkswirtschaftslehre und Romanistik, Ministerin
- Alexis von Hoensbroech, Physik, Chief Executive Officer von Austrian Airlines
- Friedhelm Hofmann, katholische Theologie, Bischof von Würzburg
- August Heinrich Hoffmann von Fallersleben, eigentl. August Heinrich Hoffmann, Liederdichter
- Konrad Hoffmann, Kunstgeschichte, Archäologie sowie Geschichte, Kunsthistoriker
- Meinhard Hoffmann, Chemie, Manager
- Gerrit Hohendorf, Medizin und evangelische Theologie, Psychiater und Medizinhistoriker
- Wilhelm Hollenberg, Theologie, Pfarrer und Politiker
- Ludwig Hölscher, ev. Theologie, Lehrer, Historiker und Philologe
- Fritz Holthoff, Pädagogik und Sportpädagogik, Kultusminister von Nordrhein-Westfalen
- Stephan Hoppe, Kunstgeschichte, Kunsthistoriker
- Karl Ludwig Höppner, Medizin, Hochschullehrer
- Gustav Adolf Horn, Volkswirtschaft, Ökonom
- Karl August Horst, Germanistik, Romanistik und Philosophie, Schriftsteller
- Marietta Horster, Alte Geschichte, Latinistik und Politische Wissenschaften, Althistorikerin
- Götz von Houwald, Ethnologie und Hispanistik, Historiker
- Wilhelm von Hoevel, Kameralwissenschaften, Landrat
- Ernst Rudolf Huber, Philosophie, Nationalökonomie und Rechtswissenschaft, Rechtswissenschaftler
- Bernd Ulrich Hucker, Geschichte, Philosophie, Pädagogik und Germanistik, Hochschullehrer
- Robert Hue de Grais, Rechtswissenschaft, Verwaltungsjurist
- Peter Hünseler, Politikwissenschaft, Katholische Theologie und Islamwissenschaft, Politikwissenschaftler
- Hanni Hüsch, Geschichte, Politische Wissenschaft und Germanistik, Journalistin
- Rüdiger Hütte, Jura, Ministerialbeamter
- Rainer Hüttemann, Rechtswissenschaft, Professor
- Markus Hurek, Jura, Journalist und Fotograf
- Johann Martin Hutterus, Schriftsteller

### I
- Günther Ibing, Chemie, Manager
- Ulf Ickerodt, Vor- und Frühgeschichte sowie Klassische Archäologie und Ethnologie/Altamerikanistik, Landesarchäologe
- Wilhelm Ihne, Altphilologe und Historiker
- Heinz Gerd Ingenkamp, Klassische Philologie, Professor
- Hans Werner Ingensiep, Hochschullehrer und Philosoph
- Bernd Irlenbusch, Wirtschaftswissenschaften, Ökonom
- Wolfgang Ischinger, Rechtswissenschaft, Diplomat
- Fritz Ißmer, Rechtswissenschaft, Landrat
- Anja Iven, Germanistin und Journalistin

### J
- Fabian Jacobi, Rechtswissenschaft, Politiker (AfD)
- Richard Jaeger, Rechts- und Staatswissenschaften, Politiker
- Günther Jakobs, Rechtswissenschaft, Rechtswissenschaftler
- Karl Jarres, Rechtswissenschaft, Politiker
- Christian Jasper, katholische Theologie, deutscher Jurist und Theologe
- Ernst-Alfred Jauch, Germanistik, Geschichte und Philosophie, Journalist
- Hans-Gerd Jauch, Philosophie und Rechtswissenschaft, Insolvenzverwalter
- Christoph Jobst, Kunstgeschichte, klassische Archäologie, Städtebau und Slavistik, Kunsthistoriker
- Johann Albrecht, Herzog zu Mecklenburg, Rechtswissenschaft und Philosophie, Regent des Herzogtums Braunschweig
- Antonius John, Volkswirtschaft, Journalist
- Hans-Ulrich Joeres, Rechtswissenschaft, Bundesrichter
- Wilhelm Joest, Naturwissenschaftler und Weltreisender
- Eckart John von Freyend, Volkswirtschaft, Manager
- Walter Adolf Jöhr, Nationalökonom
- Henri Jordan, Philologie, Professor in Königsberg
- Manfred Josuttis, evangelische Theologie, Theologieprofessor
- Holger Jung, Rechtswissenschaft, Kommunalpolitiker (CDU) und Bürgermeister

### K
- Bruno Kahl, Rechtswissenschaft, Beamter und Präsident des Bundesnachrichtendienstes
- Paul Kahle, Orientalist
- Gregor Kaiser, Biologie und Sozialwissenschaften, Politiker
- Willi A. Kalender, Mathematik und Physik, Physiker
- Paul-Bernhard Kallen, Volkswirtschaft, Manager
- Johann Heinrich Kalthoff, Hebraist, Pädagoge und Hochschullehrer
- Karl-Heinz Kamp, Geschichte und Sozialwissenschaften, Präsident der Bundesakademie für Sicherheitspolitik
- Karekin II. Nersissian, Oberste Patriarch und Katholikos aller Armenier
- Donatus Kaufmann, Rechtswissenschaft, Manager
- Heinrich von Kaufmann-Asser, Rechtswissenschaft, Ministerialbeamter
- Leopold Kaufmann, Rechtswissenschaft, Oberbürgermeister von Bonn
- Richard von Kaufmann, Rechts- und Staatswissenschaften, Nationalökonom
- Werner Kaufmann-Bühler, Rechtswissenschaft und Volkswirtschaft, Botschafter a. D.
- Ann-Marie Kaulbach, Rechtswissenschaft, Hochschullehrerin
- Friedrich Kehrmann, Chemie, Professor für organische Chemie
- Ulrich Kellermann, evangelische Theologie, Theologe
- Thomas Kemmerich, Rechtswissenschaft, Politiker
- Frauke Kenkel, Klassische Archäologie, Archäologie der römischen Provinzen und Ethnologie, Klassische Archäologin
- Navid Kermani, Orientalistik und Islamwissenschaft
- Peter Kern, Germanistik, germanistischer Mediävist
- Wilhelm Kerp, Chemie, Chemiker
- Dedo von Kerssenbrock-Krosigk, Kunstgeschichte, Geschichte und Klassische Archäologie, Museumsleiter
- Georg Keßler, Rechts- und Kameralwissenschaften
- Max Kessler, Rechts- und Kameralwissenschaften, Landrat
- Peter-Josef Keßler, Rechtswissenschaft, Theologe
- Ernst Kieckers, Vergleichende Sprachwissenschaft, Sprachwissenschaftler
- Peter Graf von Kielmansegg, Rechts- und Geschichtswissenschaft, Politikwissenschaftler
- Wilhelm Kiesselbach, Rechtswissenschaft, Richter
- Gottfried Kinkel, Theologie, Theologe und Politiker
- Margie Kinsky, Romanistik, Schauspielerin und Kabarettistin
- Karl Klamroth, Rechtswissenschaft, Landrat
- Hans-Josef Klauck, Theologie, Exeget (Neues Testament)
- Dieter Klaus, Geografie und Mathematik, Geograf
- Felix Klein, Mathematik und Naturwissenschaften, Mathematiker
- Johann Peter Klein, Rechtswissenschaft, luxemburgischer Jurist und Politiker
- Thomas Klein, Philologie und Philosophie
- Wilhelm Klein, Rechtswissenschaft, Politiker
- Detlef Kleindiek, Rechtswissenschaft, Rechtswissenschaftler
- Carl Ludwig Kleine, Rechtswissenschaft, Politiker
- Herbert Kleinewefers, Rechtswissenschaft, Bundesrichter
- Frank Klinkhammer, Rechtswissenschaft, Bundesrichter
- Franz Kluthe, Rechts- und Staatswissenschaften, Oberkreisdirektor
- Fritz Knapp, Kunstgeschichte, Kunsthistoriker
- Marianne Kneuer, Hispanistik, Politikwissenschaft und Philosophie, Politologin
- Hermann Leo Knickenberg, Rechtswissenschaft, Landrat
- Brigitte Knobbe-Keuk, Rechtswissenschaft, Professorin
- Gisbert Knopp, Geschichte, Kunstgeschichte und Philosophie, Professor und Denkmalpfleger
- Petra Knorr, Rechtswissenschaft, Bundesrichterin
- Hans Koban, Volkswirtschaft und Rechtswissenschaften, Bankmanager
- Harald Koch, Rechtswissenschaft, Professor
- Heiner Koch, katholische Theologie, Philosophie und Erziehungswissenschaft, Erzbischof von Berlin
- Anna Köbberling, Politikerin
- Adolf Köcher, Philologie und Geschichte, Historiker
- Marc Kochzius, Biologie, Hochschullehrer in Belgien
- Peter Kohlgraf, Philosophie und Katholische Theologie, Bischof von Mainz
- Eckart Köhne, Klassische Archäologie, Alte Geschichte und Christliche Archäologie, Museumsdirektor
- Heinrich Kolfhaus, evangelische Theologie, Pfarrer
- Klaus Koenen, Religionswissenschaften und evangelische Theologie, Professor
- Wighart von Koenigswald, Paläontologie, Professor
- Wilhelm Kösters, Physik, Mathematik, Chemie und Mineralogie, Präsident der PTB
- Winfried Kohnen, Mathematik, Professor
- Frank Kolb, Althistoriker
- Walter Kolb, Jura, Politiker
- Adolph Kolping, Theologie, Begründer der deutschen Gesellenvereine
- Hermann August Korff, Germanistik, Geschichte und Philosophie, Germanistikprofessor
- Gustav Korkhaus, Zahnmedizin, Professor
- Stefan Kornelius, Geschichte, Journalist und Publizist
- Jörg Peter Kotthaus, Physik, Physiker
- Raymund Kottje, Geschichte, Klassische Philologie und katholische Theologie, Historiker
- Ingeborg Koza, Philosophie, Historikerin
- Jacqueline Kraege, Vergleichende Literaturwissenschaften, Germanistik, Spanische Philologie, Kunstgeschichte und Politische Wissenschaft, Staatssekretärin
- Jörg Krämer, Volkswirtschaft, Chefvolkswirt
- Michael Kramer, Physik, Astronom
- Paul Kratz, Bergbau, Manager des Steinkohlenbergbaus
- Andreas Krebs, Theologie, Philosophie, Germanistik, Bildungswissenschaften und Mathematik, Theologe
- Johannes Krech, Rechtswissenschaft, Politiker
- Melanie Kreis, Managerin, Konzernvorstand Deutsche Post AG
- Georg Kretschmar, evangelische Theologie, Theologe
- Erwin Kreuzer, Theologie, Bischof der Alt-Katholischen Kirche
- Gerhard Krieger, Theologie, Philosophie und Sozialwissenschaften, Philosoph und Theologe
- Frank-Lothar Kroll, Geschichte, Kunstgeschichte, Germanistik, Philosophie und Religionswissenschaften, Historiker
- Kathrin Kroll-Ludwigs, Rechtswissenschaftlerin, Studium und Habilitation
- Leopold Kronecker, Mathematik, Naturwissenschaften, Philosophie und klassische Philologie, Mathematiker
- Volker Kronenberg, Politische Wissenschaft, Staatsrecht und Soziologie, deutscher Politologe
- Gesine Krüger, Medizin, Ärztin und Generalstabsarzt der Bundeswehr
- Hans Krüger, Jura, Bundesvertriebenenminister
- Marcus Krüsmann, Rechts- und Staatswissenschaften, promovierter Jurist und langjähriger Bürgermeister der Stadt Limburg an der Lahn
- Hans Erich Kubach, Kunstgeschichte, Oberkonservator
- Volkmar W. Kübler, Rechts- und Wirtschaftswissenschaften, Manager
- Louis Kugelmann (1828–1902), Arzt und Mitglied der Ersten Internationale
- Günter Kuhl, deutscher Jurist, SS-Obersturmbannführer und leitender Gestapomitarbeiter
- Eduard Kühlwetter, Rechts- und Kameralwissenschaften, Politiker und Eisenbahnmanager
- Friedrich von Kühlwetter, Rechtswissenschaft, Landrat
- Dieter Kühn, Germanistik und Anglistik, Schriftsteller
- Julius Kühn, Landwirtschaft, Agrarwissenschaftler
- Jörg-Detlef Kühne, Rechts- und Geschichtswissenschaft, Rechtswissenschaftler und Hochschullehrer
- Peter Kuhn, katholische Theologie, Professor
- Adolf Küntzel, Biologie und Chemie, Chemiker
- Johann Abraham Küpper, evangelischer Theologe und Pädagoge. Promovierte hier 1843
- Moritz Küpper, Politikwissenschaft, Journalist
- Aenne Kurowski-Schmitz, Rechtswissenschaft, Diplomatin
- Jörg Kurpjuhn, Geodäsie, Präsident des Landesamts für Vermessung und Geobasisinformation Rheinland-Pfalz
- Annette Kurschus, evang. Theologie, Vorsitzende des Rates der EKD
- Martin Kürsten, Geologie, Präsident der Bundesanstalt für Geowissenschaften und Rohstoffe
- Hanns Jürgen Küsters, Sozialwissenschaft und Wirtschaftswissenschaft, Politologe

### L
- Karl Lackner, Rechtswissenschaft, Strafrechtsprofessor
- Karl-Heinz Ladeur, Rechtswissenschaft, Professor
- Oskar Lafontaine, Physiker, Politiker
- Karl Lamers, Rechts- und Politikwissenschaft, Politiker
- Peter Landau, Rechtswissenschaft, Geschichte und Philosophie, Rechtshistoriker
- Manfred Landfester, Klassische Philologie, Geschichte, Philosophie und Pädagogik, Altphilologe
- Gerd Landsberg, Rechtswissenschaft, Hauptgeschäftsführer und Geschäftsführendes Präsidialmitglied des Deutschen Städte- und Gemeindebundes
- Heinz Lanfermann, Rechtswissenschaft, Politiker
- Barbara Lange, Kunstgeschichte, Verfassungs-, Sozial- und Wirtschaftsgeschichte, Erziehungswissenschaften und Vergleichende Literaturwissenschaften, Kunsthistorikerin
- Bernd-Peter Lange, Wirtschaftswissenschaftler
- Manfred Langner (1941–2024), deutscher Politiker (CDU)
- Ulrich Lappenküper, Geschichte, Politologie, Erziehungswissenschaften und Mathematik, Historiker
- Armin Laschet, Rechtswissenschaft, Ministerpräsident
- Christian Lassen, Indologie, Professor für altindische Sprache und Literatur
- Thomas Laubach (Ökonom), Volkswirtschaftslehre, Professor und Direktor der geldpolitischen Abteilung der US-Notenbank
- Johannes Laudage, Geschichte, Katholische Theologie und Historische Hilfswissenschaften, Historiker
- Heide Lauter-Bufe, Klassische Archäologie, Archäologin
- Rüdiger Lautmann, Rechtswissenschaft, Rechtssoziologe und Soziologe
- Otto Leggewie, Altphilologie, Fachdidaktiker alte Sprachen
- Heinrich Lehmann, Rechtswissenschaft, Professor
- Johannes Lehmann-Hohenberg, Naturwissenschaften, Professor für Mineralogie und Geologie
- Max Lehmann, Klassische Philologie und Geschichte, Historiker
- Stefan Lehmann, Klassische Archäologie, Alte Geschichte und Kunst- und Kulturgeschichte, Professor
- Robert Lehr, Rechtswissenschaft, Bundesinnenminister
- Jo Leinen, Rechtswissenschaft, Politiker
- Paul Lejeune-Jung, Philosophie, Geschichte, Reichstagsabgeordneter und Widerstandskämpfer
- Rudolf Lenhartz, Naturwissenschaften, Industriemanager
- Karl Lennartz, Geschichte, Geographie, Sport, Kunstgeschichte und Pädagogik, Sportwissenschaftler
- Friedrich Lenz, Rechts- und Wirtschaftswissenschaften, Professor
- Wilhelm Lenzmann, Rechtswissenschaft, Ministerialbeamter und Manager
- Rudolf Walter Leonhardt, Geisteswissenschaften, Journalist
- Oliver Lepsius, Rechtswissenschaft, Professor
- Hugo von Lerchenfeld-Köfering, Rechtswissenschaft, bayerischer Diplomat
- Harald Lesch, Physik
- Edmund Lesser, Medizin, Dermatologe
- Max Otto Lewald, Rechtswissenschaft, Verwaltungsbeamter
- Robert Ley, Naturwissenschaften, NS-Funktionär
- André F. Lichtschlag, Politische Wissenschaft, Volkswirtschaftslehre und Soziologie
- Christian Liedtke, Germanistik und Philosophie, Archivar
- Lutz Lienenkämper, Rechtswissenschaft, Politiker
- Nathanael Liminski, Geschichte und Politikwissenschaft, Politiker, Chef der Staatskanzlei des Landes Nordrhein-Westfalen
- Peter Limbourg (Diplomat), Rechtswissenschaft
- Peter Limbourg, Rechtswissenschaft
- Hugo Lindemann, Philosophie und klassische Philologie, Hochschullehrer
- Christian Lindner, Politikwissenschaft mit Nebenfächern Staatsrecht und Philosophie, Politiker
- Johannes Lindworsky, Jesuit, Psychologe und Hochschullehrer
- Horst Günther Linke, Geschichte und Germanistik, Philosophie und Pädagogik, Geschichtsprofessor
- Berthold Litzmann, Rechtswissenschaft, Germanist
- Ernst Theodor Loeb, Rechtswissenschaft, Landrat
- Raoul Löbbert, Soziologie, Publizist
- Vitus Loers, Altphilologe und Direktor des Trierer Gymnasiums
- Gerhard Loeschcke, ev. Theologie und Philologie, Professor
- Siegfried Loeschcke, Archäologie, provinzialrömischer Archäologe
- Friedrich Lohmann, Rechtswissenschaft, Bundesrichter
- Helmut Loehr, Rechtswissenschaft, Industriemanager
- Günther von Lojewski, Geschichte, Germanistik und Staatswissenschaften, Journalist
- Johann Claudius von Longard, Rechtswissenschaft, Beamter und Abgeordneter
- Paul Loosen, Rechtswissenschaft, Landtagsabgeordneter
- Wolfgang Löwer, Rechtswissenschaft, Professor
- Gerd Hergen Lübben, Philosophie, Gründer der Bühne für sinnliche Wahrnehmung – KONZIL im Rahmen des „Studium Universale“ (1961–1963), Schriftsteller
- Heinrich Lübke, Geodäsie und Landwirtschaft, Bundespräsident
- Alfred Luckhaus, Rechtswissenschaft, Landrat
- Norbert Lüdecke, katholische Theologie, Germanistik und Geschichte, Theologe
- Horst Ludwig, Kunstgeschichte und Germanistik, Kunsthistoriker
- Wilhelm Lutsch, Rechtswissenschaft und Volkswirtschaft, Politiker

### M
- Heinz Malangré, Jura und Betriebswirtschaft, Manager und Verleger
- Kurt Malangré, Rechts- und Staatswissenschaften, Politiker
- Emil von Mallmann, Kaufmann und Politiker
- Albrecht Mann, Rechtswissenschaft, Abgeordneter
- Walter Markov, Geschichte, Historiker und Widerstandskämpfer
- Frauke von Bieberstein, Volkswirtschaft, Professorin
- Alexander Markschies, Kunstgeschichte, klassische Archäologie, mittelalterliche und neuere Geschichte, Kunsthistoriker
- Wilhelm Martens, Landwirtschaft, Politiker
- Friedhelm Marx, Germanistik und Katholische Theologie, Literaturwissenschaftler
- Karl Marx, Rechtswissenschaft, Geschichte und Philosophie, Schriftsteller und Philosoph
- Wilhelm Marx, Rechtswissenschaft, Reichskanzler
- Hans Marzen, Rechtswissenschaft, Beamter
- Margarita Mathiopoulos, Politikwissenschaft, Unternehmerin
- Friedemann Mattern, Informatik, Professor
- Guido von Matuschka-Greiffenclau, Rechtswissenschaft, Polizeipräsident
- Wilhelm Maurenbrecher, Geschichte, Historiker
- Doris Maurer, Germanistik und Anglistik, Autorin
- Hans Mayer, Rechts- und Staatswissenschaft, Geschichte und Philosophie, Literaturwissenschaftler
- Franz Mayer, Rechtswissenschaft, Politikwissenschaft und Neuere Geschichte, Rechtsprofessor
- Martin Mayer, Landwirtschaft, Bundestagsabgeordneter
- Alfred Mechtersheimer, Politikwissenschaft, Geschichte und Volkswirtschaftslehre, deutscher Offizier, Politologe, Politiker, politischer Aktivist und Publizist
- Joachim Mehlhausen, evangelische Theologie, Kirchenhistoriker
- Guido Mehlkop, Sozialwissenschaften, Professor für empirische Sozialforschung
- Burkhard Meier, Kunstgeschichte, Verleger
- Paul Jonas Meier, Archäologie und Altphilologie, Professor für Kunstgeschichte
- Dominik Meiering, katholische Theologie, Generalvikar
- Peter Meier-Beck, Rechtswissenschaft, Bundesrichter
- Laurentius Meißner, Lehramt, Geistlicher
- Carl Melchior, Rechtswissenschaft, Politiker
- Manfred Melzer, katholische Theologie, Weihbischof
- Erich Mende, Rechtswissenschaft, Bundesminister
- Jörg Menzel, Rechtswissenschaftler und Hochschullehrer
- Thomas Menzel, Slavistik, Slawist
- Josef von Mering, Medinzin, Hochschullehrer
- Ernst Merck, Rechtswissenschaften, Kreisdirektor im Großherzogtum Hessen und im Volksstaat Hessen
- Paul Mertens, Rechtswissenschaft, Landrat
- Alois Mertes, Rechtswissenschaft, Geschichte und Romanistik
- Michael Mertes, Rechtswissenschaft
- Friedrich Merz (* 1955), Rechtswissenschaft, Bundeskanzler (CDU)
- Ann Mettler, Europarecht und Wirtschaftswissenschaften, EU-Beamtin
- Christopher Metz, Landtagsdirektor des Sächsischen Landtages
- Alex Meyer, Rechtswissenschaft, Luftrechtler
- Alfred Meyer, Rechts- und Staatswissenschaften sowie Nationalökonomie, NS-Funktionär
- August Philipp Ottokar Meyer, Medizin, Psychiater
- Carl Friedrich Meyer, Medizin, Psychiater
- Eduard Meyer, Geschichte, Althistoriker
- Elard Hugo Meyer, Geschichte und Philologie, Indogermanist
- Gerold Meyer von Knonau, Geschichte, Schweizer Historiker
- Günter Meyer, Altphilologie und Philosophie, Politiker
- Hans Meyer, Rechtswissenschaft, Rechtsprofessor
- Heinz Meyer, Mittellateinischer Philologe
- Jürgen A. E. Meyer, Rechtswissenschaft, Hochschullehrer
- Karl Emil Meyer, Rechtswissenschaft, Richter am Bundesgerichtshof
- Karl-Friedrich Meyer, Rechtswissenschaft, Gerichtspräsident
- Ludwig Meyer, Medizin, Psychiater
- Peter Meyer, Physik, Politiker
- Samuel Ephraim Meyer, Philosophie, Rabbiner
- Theodor Meyer, ev. Theologie, Mitglied des Reichstages
- Werner Meyer, Rechtswissenschaft, Landrat
- Wilhelm von Meyer, Reichstagsabgeordneter
- Viktor Meyer-Eckhardt, Germanistik, Romanistik und Philosophie, Schriftsteller
- Eva Meyer-Hermann, Kunstgeschichte, Kunsthistorikerin und Ausstellungskuratorin
- Andreas Meyer-Lindenberg, Medizin, Psychiater
- Holger Meyer-Ricks, Rechtswissenschaften, Politiker
- Hermann Meyerhoff, Rechts- und Staatswissenschaft, Bürgermeister
- Bascha Mika, Philosophie, Germanistik und Ethnologie
- Paul Mikat, Rechtswissenschaft, Professor und Minister
- Felix von Mikulicz-Radecki, Medizin, Gynäkologe
- Susanne Miller, Geschichte, Politikwissenschaft und Pädagogik, Historikerin
- Albert Mirgeler, Germanistik, Philosophie und Geschichte, Historiker
- Hansgeorg Model, Rechtswissenschaft, Brigadegeneral
- Anton Mohrmann, Rechtswissenschaft, Diplomat
- Paul Moldenhauer, Rechts- und Staatswissenschaften, Reichsminister und Hochschullehrer
- Eduard Moll, Klassische Philologie, Gymnasiallehrer
- Sebastian Moll, evangelische Theologie, Theologe
- Georg Moog, Theologie, Bischof der Alt-Katholischen Kirche
- Christian Moser, Anglistik, Germanistik und Komparatistik, Professor
- Karl Mosler, Rechtswissenschaft, Gerichtspräsident
- Karl von Müffling genannt Weiß (Landrat), Rechtswissenschaft, Landrat
- Patrik von zur Mühlen, Geschichte, Politische Wissenschaften und Philosophie, Historiker
- Joybrato Mukherjee, Englische Philologie, Genetik und Erziehungswissenschaft, Anglist
- Paul Mülhens, Rechtswissenschaft, Oberbürgermeister
- Adriaan von Müller, Studium, Prähistoriker
- Leopold Müller, Militärarzt
- Benno Johann Josef Müller, katholische Theologie, Professor für Bibelwissenschaft
- Christoph Müller, Rechtswissenschaft, Hochschullehrer
- Hans Müller, Rechts- und Finanzwissenschaften sowie Nationalökonomie, Präsident des Bundesfinanzhofes
- Helmut Müller, Philosophie und Theologie, römisch-katholischer Theologe
- Hermann Alexander Müller Kunsthistoriker
- Joseph Müller, Philologe, Naturforscher und Mundartdichter
- Karl Müller, Volkswirtschaft und Geschichte, Politiker
- Karl Christian Müller, Germanistik, Evangelische Theologie, Geschichte, Philosophie und Geographie, Schriftsteller
- Michael Müller, Geschichte, Romanistik und Öffentliches Recht, Verleger
- Walter Müller, Rechtswissenschaft, Landgerichtspräsident
- Wolfram Müller-Freienfels, Rechts- und Wirtschaftswissenschaften, Rechtsprofessor
- Axel Müller-Groeling, Physik, Institutsleiter der Fraunhofer-Gesellschaft
- Hans-Martin Müller-Laube, Rechts- und Wirtschaftswissenschaften, Rechtswissenschaftler
- Ralf Müller-Terpitz, Rechtswissenschaft, Rechtswissenschaftler
- Wolfgang Müller von Königswinter, Medizin, Dichter
- Mathilde Weber, NS-Ärztin am Kalmenhof in Idstein
- Dieter Mützelburg, Jura, Sozialwissenschaften und Pädagogik, Politiker

### N
- Andrea Nahles, Literaturwissenschaft, Politikerin
- Walter Nährich, Rechtswissenschaft, Jurist
- Berthold von Nasse, Rechtswissenschaft, preußischer Staatsbeamter
- Ernst von Nasse, Rechtswissenschaft, Landrat
- Hermann Nasse (1807–1892), Physiologe
- Karl Friedrich Werner Nasse, Medizin, Psychiater
- Ernst Nellessen, katholische Theologie, Theologe
- Ulrich Nersinger, Philosophie und Theologie, Journalist
- Peter Neu, Geschichte, Germanistik und Volkskunde, Historiker
- Bernd Neuendorf, Neuere Geschichte, Politikwissenschaften und Soziologie, Staatssekretär
- Karl August Neuhausen, Altphilologie, Akad. Oberrat
- Johann Peter Anselm Nickes, Benediktiner
- Ursula Nienhaus, Deutsch, Geschichte, Pädagogik und Philosophie, Historikerin
- Friedrich Nietzsche, Philosophie und Theologie, Schriftsteller
- Jürgen Nimptsch, Germanistik und Sportwissenschaft, Schulleiter und Oberbürgermeister von Bonn
- Ingrid Noll, Germanistik und Kunstwissenschaft, Schriftstellerin
- Eduard Norden, Altphilologie, Professor
- Walter Norden, Geschichte, Nationalökonomie, Philosophie sowie Deutsche und Klassische Philologie, Historiker und Kommunalwissenschaftler
- Börries von Notz, Rechtswissenschaft, Jurist

### O
- Ernst Oberfohren, Evangelische Theologie, Philosophie, Germanistik und Französisch, DNVP-Politiker
- Herta Oberheuser, Medizin, Ärztin im KZ Ravensbrück
- Helga Oberloskamp, Rechtswissenschaft, Professorin
- Peter Götz von Olenhusen, Rechtswissenschaft, OLG-Präsident
- Manfred Oeming, evangelische Theologie, Philosophie und Pädagogik, Theologieprofessor
- Hans Oppermann, Altphilologie, Professor
- Matthias Oppermann, Geschichte und Französische Philologie, Historiker
- Marvin Oppong, Journalist
- Klaus Otte, ev. Theologie, Theologe
- Heike Otto, Archäologie, Ur-, Früh- und Alte Geschichte, Generaldirektorin
- Walter F. Otto, Altphilologie, Professor

### P
- Hans-Ullrich Paeffgen, Rechtswissenschaft, Rechtsprofessor
- Martin Pagenkopf, Rechtswissenschaft und ev. Theologie, Bundesrichter
- Ernst Adolf Pagenstecher, Rechtswissenschaft, Hochschullehrer
- Damaskinos Papandreou, Kirchengeschichte, vergleichende Religionswissenschaften und Religionsphilosophie, Erzbischof
- Heinrich Eduard von Pape, Rechtswissenschaft, Gerichtspräsident
- Ute Pape, Geographie und Germanistik, Politikerin
- Gerhard Paul, Sozialwissenschaften und Geschichte, Historiker
- Ulrich Pauly, Rechtswissenschaft und Japanologie, Japanologe
- Walter Pauly, Rechtswissenschaft, Professor
- Rainer Pause, Medizin, Germanistik, Kommunikationswissenschaften und Phonetik, Kabarettist
- Theo R. Payk, Medizin, Psychologie und Philosophie, Psychiater
- Volker Pellet, Rechtswissenschaft, Diplomat
- Hermann Friedrich Perthes, klassischer Philologe und Gymnasiallehrer
- Guido Peruzzo, Rechtswissenschaft, Ministerialbeamter
- Albert Peters, Augenarzt
- Elisabeth Peters, Kunsthistorikerin
- Peter Peters, Landrat
- Anton Pfeifer, Rechtswissenschaften, Staatsminister a. D.
- Isabel Pfeiffer-Poensgen, Rechtswissenschaft und Geschichte, Generalsekretärin der Kulturstiftung der Länder
- Friedbert Pflüger, Politikwissenschaft, ehemaliger Politiker
- Friedrich Philippi, Philologie, Historiker, Professor in Münster
- Ernst Pieper, Wirtschaftswissenschaften, Manager
- Winfried Pilz, Katholische Theologie, Priester
- Jürgen Piwowarsky, Rechtswissenschaft, Gerichtspräsident
- Luigi Pirandello, Romanische Philologie, Schriftsteller
- Alheydis Plassmann, Geschichte, Historikerin
- Engelbert Plassmann, Philosophie und Katholische Theologie, Jurist
- Joseph Plassmann, Mathematik und Astronomie, Astronom
- Michael Platten, Medizin, Neurologe
- Frederik Pleitgen, Nordamerikastudien und Journalismus (Student)
- Michael W. Pletsch, Rechtswissenschaft und Medizin, Verwaltungsjurist
- Hartmut Pogge von Strandmann, Geschichte, Philosophie, Geographie, Politik und Wirtschaftswissenschaft, Historiker
- Albert Poensgen, Rechtswissenschaft, Finanzgerichtspräsident
- Kurt Poensgen, Rechtswissenschaft, Bankier
- Oskar Poensgen, Rechtswissenschaft, Verwaltungsjurist
- Heike Pöppelmann, Vor- und Frühgeschichte, Mittelalterliche Geschichte sowie Geologie, Museumsleiterin
- Hans-Gert Pöttering, Rechtswissenschaft, Politik und Geschichte, ehem. Präsident des Europäischen Parlamentes
- Eberhard Pohl, Rechtswissenschaft, Diplomat
- Peter Polis, Meteorologie, Meteorologe
- Paul Pomp, Rechtswissenschaft, Landrat
- Hans-Wolff von Ponickau, Landwirtschaft, Maler
- Manfred Popp, Kernphysik, Physiker
- Andreas Predöhl, Rechtswissenschaft, Ökonom
- Friedrich Christian Prehn, Rechtswissenschaft, Richter und Politiker
- Helmut Presser, Bibliothekar
- Karin Prien, Rechts- und Politikwissenschaft, Politikerin
- Erich von Prittwitz und Gaffron, Klassische Philologie, Geschichte, Klassische Archäologie und Musik, Kulturfunktionär
- Ulrich Profitlich, Germanistik und Philosophie, Literaturwissenschaftler und Professor für Neuere Deutsche Literatur
- Otto Prokop, Medizin, Gerichtsmediziner
- Lutz von Pufendorf, Rechtswissenschaft, Staatssekretär a. D.
- Ansgar Puff, katholische Theologie, Domkapitular und Weihbischof
- Stephan Puhl, Rechtswissenschaft, Jurist
- Wolfram Pyta, Geschichte und Philosophie, Historiker

### Q
- Hans Wolfgang Quassowski, Rechts- und Staatswissenschaften, Genealoge

### R
- Heike Raab, Politikwissenschaft, Öffentliches Recht und Spanisch, Staatssekretärin
- Leopold Rademacher, Rechtswissenschaft, Abgeordneter
- Joseph Maria von Radowitz, Rechtswissenschaft, Diplomat
- Ottilie Rady, Kunstgeschichte und Archäologie, Kunsthistorikerin
- Stefan Raetz, Rechtswissenschaft, Bürgermeister
- Thomas Raiser, Philosophie und Klassische Philologie, Rechtswissenschaftler
- Harald Range, Rechtswissenschaft und Publizistik, Generalbundesanwalt
- Karl vom Rath, Kunstgeschichte, Germanistik, Philosophie und Psychologie, deutscher Kunsthistoriker
- Barbara von Reibnitz, Klassische Philologie und Philosophie, Altphilologin
- Beate Reich, Rechtswissenschaft, Staatssekretärin
- Franz Reimer, Rechtswissenschaft, Professor
- Karl Reinhardt, Altphilologie, Gräzist
- Gert Reinhart, Rechtswissenschaft und Volkswirtschaftslehre, Rechtswissenschaftler
- Joseph Hubert Reinkens, Theologie, Mitbegründer und erster Bischof der Alt-Katholischen Kirche
- Christiane Reitz, Klassische Philologie und Vergleichende Sprachwissenschaft, Professorin
- Rudolf Rengier, Rechtswissenschaft, Professor
- Julia Reuschenbach, Geschichtswissenschaft, Politikwissenschaftlerin
- Manfred van Rey, Geschichte und Latein, Historiker und Archivar
- Gustav Richter, Rechts- und Staatswissenschaften, Oberkreisdirektor
- Otto Richter, Klassische Philologie, Geschichte und Philosophie, Archäologe
- Ernst von Richthofen, Rechtswissenschaft, Politiker
- Hans Riegel junior, Wirtschaftswissenschaften, Unternehmer
- Erwin Rieger, Germanistik und Romanistik, Schriftsteller und Übersetzer
- Walter Ring, Geschichte, Germanistik und Anglistik, Archivar
- Wolf-Georg Ringe, Rechtswissenschaft, Rechtsprofessor
- Andrea Rings, Biologie, Autorin von Jugendbüchern
- Otto Rintelen, Rechts- und Kameralwissenschaften, Landrat
- Burkhard Ritz, Landwirtschaft, niedersächsischer Minister
- Andreas Rödder, Geschichte und Germanistik, Historiker
- Manfred Roeder, Rechtswissenschaft, rechtsextremistischer Politiker
- Sabine Röhl, Rechtswissenschaft, Politikerin
- Hans Christoph von Rohr, Rechtswissenschaft, Industriemanager und Politiker
- Michael Rohrschneider, Mittelalterliche und Neuere Geschichte, Neuere deutsche Literatur und Politikwissenschaft, Historiker
- Hermann Romberg, Germanistik, Schauspieler
- Horst Romeyk, Geschichte und Anglistik, Archivar
- Paul Rondholz, katholische Theologie und Rechtswissenschaft, Priester
- Adolf Rose, Physik, Honorarprofessor
- Jürgen Rosorius, Politische Wissenschaft, Sozialwissenschaften und Sozialgeschichte, Politiker
- Heinrich Roettgen, Romanistik und Anglistik, Architekt
- Gundula Roßbach, Rechtswissenschaft, Verwaltungsjuristin, Präsidentin der Deutschen Rentenversicherung Bund
- Norbert Röttgen, Rechtswissenschaften, Politiker
- Ernst Moritz Roth, Vikar, eingeschriebener Student von 1922 bis 1928 und von 1935 bis 1936
- Johann Baptist Rousseau, Philosophie, Philologie und Geschichte, deutscher Dichter, Journalist und Herausgeber
- Ferdinand Roth, Medizin, Medizinprofessor
- Michael Roth, Theologie, Professor
- Thomas Rüfner, Rechtswissenschaft, Rechtswissenschaftler
- Wolfgang Rüfner, Rechtswissenschaft, Rechtswissenschaftler
- Carsten Rüger, Politikwissenschaften, Germanistik, Anglistik
- Christoph B. Rüger, Geschichte, Klassische Philologie, Klassische Archäologie und Philosophie, Provinzialrömischer Archäologe
- Peter Ruhenstroth-Bauer, Rechts- und Politikwissenschaft, Staatssekretär a. D.
- Martin Rücker, Rechtswissenschaften, Diplomat
- Lothar Rühl, Rechts- und Staatswissenschaften, Staatssekretär a. D.
- Marc Ruland, Rechtswissenschaft, Politiker
- Eduard von Runkel, Rechtswissenschaft, Landrat
- Hinrich Rüping, Rechtswissenschaft, Rechtswissenschaftler
- Uta Rüping, Rechtswissenschaft, Vizepräsidentin des Niedersächsischen Staatsgerichtshofs
- Helmut S. Ruppert, kath. Theologie, Journalist
- Karsten Ruppert, Geschichte, Germanistik, Philosophie und Pädagogik, Historiker
- Heinrich Martin Rütten, Rechtswissenschaft, Oberkreisdirektor

### S
- Max Saelmans, Rechtswissenschaft, Bürgermeister
- Moritz Saemisch, Rechtswissenschaft, Verwaltungsbeamter und Politiker
- Wilhelm Salber, Psychologe und Philosoph
- Karl zu Salm-Horstmar, Politiker
- Botho von Salpius, Rechtswissenschaft, Oberappellationsrat
- Erich Samson, Rechtswissenschaft, Professor
- Dennis Sand, Theater-, Medien- und Literaturwissenschaften sowie Journalismus, Journalist
- Theodor van de Sandt, Rechtswissenschaft, Landrat
- Lisa Sauermann, Mathematikerin
- Thomas Schaarschmidt, Mittelalterliche und Neue Geschichte, Politologie und Ältere Germanistik, Zeithistoriker
- Karl Albrecht Schachtschneider, Rechtswissenschaft, Professor
- Wolfgang Schamoni, Japanologie, Sinologie und Mongolistik, Japanologe
- Rudolf Scharping, Politikwissenschaften, Soziologie und Rechtswissenschaften, Politiker
- Annette Schavan, Erziehungswissenschaften, Philosophie und katholische Theologie, Diplomatin
- Nina Scheer, Rechtswissenschaft, Politikerin
- Walter Schellenberg, Rechtswissenschaft, SS-Führer
- Heinz-Helmich van Schewick, Psychologie, CDU-Politiker
- Gerhard Schiedermair, Rechtswissenschaft, Professor
- Rudolf Schieffer (1947–2018), Historiker
- Theodor Schieffer, Geschichte, Romanistik und Klassische Philologie, Historiker
- Siegfried Schiele (* 1939), Politikwissenschaft, Geschichte und Latein, Politikdidaktiker
- Martin Schieren, Rechtswissenschaft, Abgeordneter
- Georg Schilling, Rechtswissenschaft, Rechtswissenschaftler
- Victor Schily, deutscher Rechtsanwalt, Revolutionär 1848/49, eingeschriebener Student von 1831 bis 1834
- Ferdinand von Schirach (* 1964), Rechtswissenschaft, Schriftsteller
- August Schleicher, klassische Philologie, Sprachwissenschaftler
- Ulrich Schlie, Geschichte, Politikwissenschaften, Romanistik und Volkswirtschaftslehre, Historiker
- Katharina Gräfin von Schlieffen, Rechtswissenschaft, Soziologie, Politikwissenschaft und Philosophie, Rechtswissenschaftlerin
- Franz-Josef Schmale, Geschichte, Deutsch und Geographie, Professor für Mittelalterliche Geschichte
- Johannes Schmalzl, Rechtswissenschaft, Beamter
- Adolf Schmedding, Rechtswissenschaft, Politiker
- Wolfgang Schmickler, Physik, Mathematik und Chemie, Physikprofessor
- Axel G. Schmidt, Volkswirtschaftslehre, Prof. für BWL
- Benjamin Schmidt, Rechtswissenschaft, Bundesrichter
- Bernhard Schmidt, klassische Philologie, Professor
- Eberhard Schmidt, Germanistik, Politikwissenschaftler
- Emil Ludwig Schmidt, Medizin, Anthropologe
- Ferdinand August Schmidt, Medizin, Sportmediziner
- Fritz Schmidt, Rechtswissenschaft, Gestapo-Beamter
- Hans Schmidt, Mathematik, Naturwissenschaften und Medizin, Bakteriologe und Immunologe
- Hermann Schmidt, Rechtswissenschaft, Politiker
- Johannes Schmidt, Altphilologie und Theologie, Altphilologe
- Klaus Schmidt, Pfarrer und Sachbuchautor
- Klaus M. Schmidt, Volkswirtschaftslehre, Professor
- Kurt Schmidt, Wirtschaftswissenschaften, Professor
- Peter-Martin Schmidt, katholische Theologie, Domkapitular
- Stefan Schmidt, Archäologie, Professor
- Bruno Schmidt-Bleibtreu, Rechtswissenschaft, Ministerialbeamter
- Alfred Schmidt-Hoepke, Nationalökonomie, Politiker
- Hans Schmidt-Horix, Rechtswissenschaft, Botschafter
- Carl Schmidt-Polex, Rechtswissenschaft, Rechtsanwalt
- Johanna Schmidt-Räntsch, Rechtswissenschaft, Bundesrichterin
- Arnd Schmitt, Degen-Einzel-Olympia-Sieger
- Benedikt Schmittmann, Rechtswissenschaft, Sozialwissenschaftler
- Heinrich Schmittmann, Rechtswissenschaft, Gerichtspräsident
- André Schmitz, Rechtswissenschaft, Staatssekretär
- Carl Schmitz-Morkramer, Rechtswissenschaft, Bankmanager
- Christine Schmitz, Altphilologie und Geschichte, Professorin
- Dorothee Schmitz-Köster, Germanistik, Philosophie und Sozialwissenschaften, Autorin und Journalistin
- Eduard Schmitz, Rechtswissenschaft, Landrat
- Elisabeth Schmitz, Geschichte, Widerstandskämpferin gegen den Nationalsozialismus
- Ferdinand Schmitz, Lehrer, Journalist und Heimathistoriker
- Friedrich Schmitz, Mathematik und Naturwissenschaften, Botaniker
- Hermann Schmitz, Geschichte und Klassische Philologie, Althistoriker und Gymnasiallehrer
- Hermann Schmitz, Philosophie, Phänomenologe
- Hermann Joseph Schmitz, katholische Theologie, Weihbischof
- Johannes Schmitz, Philosophie, Politiker der Zentrums-Partei
- Leonhard Schmitz, Altphilologe und Althistoriker
- Patrick W. Schmitz, Volkswirtschaftslehre, Ökonom
- Thomas A. Schmitz, Klassische Philologie, Romanistik und Vergleichende Literaturwissenschaft, Klassischer Philologe
- Mathias Schmoeckel, Kunstgeschichte und Rechtswissenschaft, Rechtsprofessor
- August Theodor Schmöle, Rechtswissenschaft, Landrat
- Friedrich Eberhard Schnapp, Rechtswissenschaft, Professor
- Gerhard Schneider, Philosophie, Germanistik, Theologie und Geschichte, Kunstsammler
- Gottfried Schneider, Rechtswissenschaft, Mitglied des Deutschen Reichstags
- Joseph Schneider, Rechtswissenschaft, Präsident des Bundessozialgerichts
- Konrad Schneider, Geschichte, Anglistik und Sprachwissenschaften, Archivar und Numismatiker
- Michael Schneider, Germanistik, Staatssekretär
- Norbert Schneider, Rechtswissenschaft, Politiker
- Theodor Schneider, Theologie und Philosophie, Theologe
- Ulrich Schneider, Verbandsfunktionär, Hauptgeschäftsführer des Deutschen Paritätischen Wohlfahrtsverbandes
- Wolfgang Schneider, Medizin, Ordinarius für Innere Medizin
- Johannes Schnell, Rechtswissenschaft, Rechtshistoriker
- Eberhard Schnepf, Phytopathologie, Biologieprofessor
- Monika Schnitzer, Wirtschaftswissenschaft, Professorin
- Georg von Schnitzler, Rechtswissenschaft, I.G.-Farben-Manager
- Hans Schnitzler, Rechtswissenschaft, DBD-Funktionär
- Barbara Schock-Werner, Kunstgeschichte und Geschichte, Dombaumeisterin
- Georg Schöllgen, katholische Theologie und Klassische Philologie, Theologe
- Heinrich Cornelius Scholten, Philologie, Philosophie, Geschichte und Kunstgeschichte, Politiker
- Carl Scholz, Rechtswissenschaft, Politiker
- Adolf von Scholz, Rechtswissenschaft, preußischer Finanzminister
- Erhard Scholz, Mathematik, Mathematikhistoriker
- Peter Scholze, Mathematik, Professor
- Wolfgang Schön, Rechts- und Wirtschaftswissenschaft, Rechtswissenschaftler
- Christoph Schönberger, Rechtswissenschaft, Professor
- Maya Felicitas Gräfin von Schönburg-Glauchau, Rechtswissenschaft, Persönlichkeit des öffentlichen Lebens
- Friedrich Schöne, Rechtswissenschaft, Landrat
- Gerhard Schormann, Geschichte, Historiker
- Julia Schramm, Autorin und Politikerin (Die Linke)
- Peter Schramm, Rechtswissenschaft, Landrat
- Uwe Schramm, Rechtswissenschaft, Botschafter a. D.
- Jürgen Schreiber, Rechtswissenschaft, Generalmajor
- Hans-Ludwig Schreiber, Rechtswissenschaft und Philosophie, Professor
- Hans Schröder, Medizin, Professor
- Irmgard Schüler, Kunstgeschichte, Archäologie und Geschichte, Kunsthistorikerin
- Rudolf Schulten, Physiker und Nukleartechnologe
- Jo Schultheis, Installationskünstler und Grafiker
- Carl Schultz, Rechtswissenschaft, Rechtsanwalt
- Ernst Schultze, Medizin, Psychiater
- Dietmar Schulz, Rechtswissenschaft, Staatssekretär
- Günther Schulz, Geschichte, Historiker
- Ernst Friedrich Schumacher, Volkswirtschaftslehre, Ökonom
- Kurt Schumacher, Musikwissenschaft, Kunstgeschichte und Philosophie, Komponist und Publizist
- Robert Schuman, Rechtswissenschaft, französischer Politiker
- Carl Schurz, Philologie und Geschichte, Revolutionär und Politiker
- Dominikus Schwaderlapp, katholische Theologie, Domkapitular und Weihbischof
- Eberhard Schwark, Rechts- und Wirtschaftswissenschaft, Rechtswissenschaftler
- Karl von Schwartz, Rechtswissenschaft, Rittergutsbesitzer und Hofbeamter
- Maria Schweitzer, Romanistik, Politikerin
- Wolfgang Schwentker, Geschichte, Germanistik und Philosophie, Historiker
- Angelika Schyma, Denkmalpflegerin
- Paul Adolf Seehaus, Kunstgeschichte, Maler
- Manfred von Seherr-Thoß, Mitglied des Preußischen Herrenhauses
- Emil Sehling, Rechtswissenschaft, Professor
- Wilhelm Seitz, Rechtswissenschaft und Volkswirtschaft, Politiker
- Helmut Selbach, Neurologe und Psychiater
- Eugen Sell, Naturwissenschaften und Mathematik, Chemieprofessor
- Friedrich Sell, Geschichte, Deutsch und Latein, Pädagoge
- Dieter Sellner, Rechtswissenschaft, Rechtsanwalt
- Sudhir Sen, indischer Entwicklungsökonom und Agraringenieur
- Paul Sethe, Publizist
- Max Heinrich von Seubert, Industrieller
- Ludwig Simon, Rechtswissenschaft, Politiker
- Andreas Simons, Rechtswissenschaft und Philologie, Architekt
- Hans Simons, Rechts- und Staatswissenschaften, Politikwissenschaftler und Hochschulpräsident
- Ludwig Simons, Rechtswissenschaft, Politiker
- Franz Skutsch, Klassische Philologie, Professor in Breslau
- Anne Sliwka, Erziehungswissenschaftlerin
- Rudolf Smend, Rechtswissenschaft, Professor
- Wilhelm Smidt, Geschichte, Historiker und Archivdirektor
- Friedrich Snell, Theologie, Politiker
- Joachim Sobotta, Rechtswissenschaft, Journalist
- Stefan Soltek, Kunstgeschichte, Archäologie und Jura, Kunsthistoriker
- Achim Sommer, Kunstgeschichte, Romanistik, Französisch und Klassische Archäologie, Museumsleiter
- Adolf Sonnenschein, Rechtswissenschaft, Regierungspräsident
- Olga Sonntag, Kunstgeschichte, Kunsthistorikerin
- Paul Speck, Byzantinist
- Werner Spies, Kunstgeschichte, Philosophie und französische Literatur, Professor
- Tade Matthias Spranger, Rechtswissenschaft, Rechtsprofessor
- Ashok-Alexander Sridharan, Rechtswissenschaft, Oberbürgermeister von Bonn
- Berndt von Staden, Rechtswissenschaft, Staatssekretär
- Martin Stadelmaier, Spanisch und Geschichte, Staatssekretär
- Johann Matthias Stahl, Klassische Philologie, Professor in Münster
- Johannes Stein, Medizin, Medizinprofessor
- Franz von Steinaecker, Rechtswissenschaft, Landrat
- Paul Steiner, Archäologie und Geschichtswissenschaft, Archäologe
- Rolf Steinhäuser, katholische Theologie, Domkapitular und Weihbischof
- Erwin Stetter, Medizin, Philosophie und Psychologie, Allgemeinarzt, ärztlicher Standespolitiker und Schriftsteller
- Paul Anton von Stiehl, (Ökonom, 1880–1938) Ökonom, Mathematiker und Botaniker
- Andrea Stieldorf, Geschichte und Italienisch, Historikerin
- Albert Stimming, Sprachwissenschaft, Romanist
- Michael Stöber, Rechtswissenschaft, Rechtsprofessor
- Karlheinz Stockhausen, Phonetik und Kommunikationsforschung, Komponist
- Stephan Stolz, Mathematik, Professor
- Hans Storck, Rechtswissenschaft, Landrat
- Hans Joachim Stoevesandt, Rechtswissenschaft, Politiker
- Eduard Strasburger, Biologie, Professor
- Eberhard Straub, Geschichte, Kunstgeschichte und Archäologie, Publizist
- Heinrich Strauß, Rechtswissenschaft, Politiker
- Karin Struck, Romanistik und Germanistik, Schriftstellerin
- Oskar Stübben, Rechtswissenschaft, Bankmanager
- Carl-Friedrich Stuckenberg, Rechtswissenschaft, Strafrechtsprofessor
- Christoph Studt, Geschichte, Kunstgeschichte und Politikwissenschaft, Neuzeithistoriker
- Marcus Stumpf (Archivar), Mittlere und Neuere Geschichte, Germanistik und Historische Hilfswissenschaften und Archivkunde, Archivar
- Otto Stürken, Rechtswissenschaft, Polizeipräsident
- Heinrich Stürenburg, Klassische Philologie und Sprachwissenschaft, Altphilologe und Pädagoge
- Siegfried Sudhaus, Klassische Philologie, Professor
- Edwin Suermondt, Rechtswissenschaft und Kunstgeschichte, Kunsthistoriker und Kunstsammler
- Ludwig von Sybel, Klassische Philologie und Archäologie
- Nora Szech, Mathematik und Volkswirtschaftslehre, Professorin für Politische Ökonomie

### T
- Stefan Tebruck, Geschichte, Historiker
- Sabriye Tenberken, Tibetologie, Soziologie und Philosophie, Sozialarbeiterin und Gründerin der Organisation Braille Ohne Grenzen
- Hermann-Josef Tenhagen (* 1963), Wirtschaftsjournalist und Chefredakteur
- Else Thalheimer (1898–1987), Musikwissenschaft, Philosophie und Kunstgeschichte, Musikwissenschaftlerin
- Manfred Tietzel, Volkswirtschaftslehre, Professor
- Manfred Thiel, Philosophie, Privatgelehrter
- Franz Thilo, Rechtswissenschaft, Landrat
- Hans Thomae, Psychologie, Philosophie und Geschichte, Entwicklungspsychologe
- Sebastian Thrun, Informatik und Künstliche Intelligenz
- Hans Tietmeyer, Wirtschafts- und Sozialwissenschaften, Bundesbankpräsident
- Fritz Tillmann, Theologie, Mitbegründer des Deutschen Hochschulbundes
- Jürgen Todenhöfer, Rechtswissenschaft, Politiker
- Klaus Tolksdorf, Rechtswissenschaft, Präsident des Bundesgerichtshofs
- Andreas Tönnesmann, Kunstgeschichte und Literaturwissenschaft
- Hans-Günther Toetemeyer, Politiker
- Heinrich von Treitschke, Geschichte, Nationalökonomie, Reichstagsabgeordneter
- Norbert Trelle, katholische Theologie, Bischof von Hildesheim
- Heinz Trettner, Volkswirtschaft, Generalinspekteur der Bundeswehr
- Hans Trimborn, Medizin, Maler
- Marcus Tychsen, Fernsehmoderator, Nachrichtensprecher.

### U
- Horst Ueberhorst, Sport, Geschichte, Germanistik und evangelische Religion, Sporthistoriker
- Wolfgang Ueberhorst, Philologie und Japanologie, Bildhauer
- Gabriele Uelsberg, Kunstgeschichte, Klassische Archäologie und Ur- und Frühgeschichte, Museumsleiterin
- Gerd Uffelmann, Rechtswissenschaft und Pharmazie, Jurist und Pharmazeut
- Arnd Uhle, Rechtswissenschaft, Professor
- Heinrich Ulrichs, Klassische Philologie, Hochschullehrer in Athen
- Emil Ungar, Medizin, Rechtsmediziner
- Monika Unkel, Japanologin
- Peter von Unruh, Direktor beim Hessischen Landtag
- Ignaz Urban, Philologie und Naturwissenschaften, Botaniker
- Wolfgang Urban, Physiker (Angewandte Physik)
- Ludwig von Urlichs, Altertumswissenschaften, Professor

### V
- Johannes Vahlen, Altphilologie, Hochschullehrer
- Winfried Vahlensieck, Medizin, Urologe
- Benedikt Vallendar, Romanistik, Publizist
- Conrad Varrentrapp, Geschichte, Historiker
- Christoph Veit, Medizin, Generalarzt
- Christoph Verenkotte, Rechtswissenschaft, Präsident des Bundesverwaltungsamtes
- Günter Verheugen, Geschichte, Soziologie und Politische Wissenschaften, EU-Kommissar
- Friedrich Heinrich Vering, Rechtswissenschaft, Rechtswissenschaftler
- Wilhelm Vershofen, Schriftsteller
- Heinrich Vielhaber, Rechtswissenschaft, Manager
- Klaus Vieten, Mineralogie, Mineraloge
- Franz Virnich, Recht, Jurist und NS-Verfolgter
- Wilhelm Vischer Historiker, studierte Theologie
- Heinrich Vogel, Bergwerksdirektor und Mitglied des Deutschen Reichstags
- Johannes Vogel, Historiker und ehemaliger FDP-Generalsekretär in NRW
- Diederich Volkmann, Altphilologe und Rektor der Fürstenschule Pforta
- Sabine Vollmar-Libal, Rechtswissenschaft, deutsche Diplomatin
- Emil Voerster, Rechtswissenschaft, Landrat

### W
- Richard Wachsmuth, Altphilologie, Schuldirektor
- Matthias Waechter, Geschichte, Philosophie und öffentliches Recht, Historiker
- Marie-Theres Wacker, katholische Theologie, Professorin
- Horst Waffenschmidt, Rechtswissenschaften, Parlamentarischer Staatssekretär
- Lutz Wagner, Agrarökonomie, Politiker
- Paul Wagner, Geschichte, Archivar
- Wilhelm Wagner, Klassische Philologie, Gymnasiallehrer
- Oliver Walther, Rechtswissenschaft, Kommunalpolitiker (CDU) und Bürgermeister
- Norbert Walter-Borjans, Volkswirtschaft, deutscher Politiker, SPD-Vorsitzender, ehemaliger Finanzminister von Nordrhein-Westfalen
- Aby Warburg, Kunstgeschichte, Kunsthistoriker
- Hermann Warmbold, Land- und Volkswirtschaft, Politiker
- Alfred Weber, Archäologie und Kunstgeschichte, Nationalökonom und Soziologe
- Helene Weber, Philologie, Politikerin, eine der vier Mütter des Grundgesetzes
- Hermann Weber, Geschichte und Philosophie, Historiker
- Karl Weber, Rechtswissenschaft, Politiker, Bundesjustizminister
- Sascha Weber, Schriftsteller und Journalist
- Theodor Weber, Theologie, Bischof
- Werner Weber, Rechtswissenschaft, Professor
- Rudolf Weber-Fas, Rechts-, Staats- und Wirtschaftswissenschaften, ehem. Richter am Bundesfinanzhof
- Karl Wegeler, Rechtswissenschaft, Polizeipräsident
- Hans-Ulrich Wehler, Geschichte, Soziologie und Ökonomie, Historiker
- Ursula Weidenfeld, Wirtschaftsgeschichte, Germanistik und Volkswirtschaftslehre, Journalistin
- Karl Weierstraß, Rechtswissenschaften und Finanzwesen, Mathematiker
- Robert Weimar, Rechtswissenschaft
- Manfred Weinberg, Germanistik, Biologie, Philosophie und Pädagogik, Literaturwissenschaftler
- Günther Weisenborn, Germanistik und Medizin, Schriftsteller
- Erich Weiß, Geodäsie, Hochschullehrer für Bodenordnung und Bodenwirtschaft
- Oskar von Weiß, Rechtswissenschaft, Landrat
- Theodor Weißenborn, Germanistik, Romanistik und Philosophie, Schriftsteller
- Herbert Udny Weitbrecht (1851–1937), evangelischer Missionar und Islamwissenschaftler
- Heinrich Weitz (1890–1962), Politiker
- Fritz von Weizsäcker, Medizin
- Dieter Wellershoff, Germanistik, Schriftsteller
- Maria Wellershoff, Kunstgeschichte, Autorin, Lektorin und Kunsthistorikerin
- Anton Karl Welter, Rechtswissenschaft, Richter und Landtagsabgeordneter
- Max Wenzel, Rechtswissenschaft, Staatsrechtslehrer
- Karl Günter Werber, Germanistik, Heimatforscher
- Eduard Werner, Paläontologie, Slawist
- Guido Westerwelle, Rechtswissenschaften, Politiker
- Wolfgang Wick, Medizin, Neuroonkologe, Professor
- Ulrich Wickert, Politik und Rechtswissenschaften, Journalist und Moderator
- Brage Bei der Wieden, Geschichte, Archivar
- Claudia Wieja, Volkswirtschaftslehre, Politikerin und Bürgermeisterin
- Norbert Wiggershaus (1939–2015), Politikwissenschaft und Geschichte, Militärhistoriker
- Ulrich von Wilamowitz-Moellendorff, klassische Altertumswissenschaften, Altphilologe
- Johannes Wilde, Landwirtschaft, Politiker
- Wilhelm II., Jura, Philosophie, Deutscher Kaiser
- Wilhelm von Preußen (1882–1951), Jura, Chef des Hauses Hohenzollern
- Katharina Willkomm, Rechtswissenschaft, Politikerin
- Günther Willms (1912–1998), Rechtswissenschaft, Bundesrichter
- Günter Winands, Rechtswissenschaft, politischer Beamter
- Josef Winckler, Zahnmedizin, Schriftsteller
- Bernhard Windscheid, Rechtswissenschaft, Professor
- Oliver Wings, Wirbeltierpaläontologe
- Elisabeth Winkelmeier-Becker, Rechtswissenschaft, Politikerin
- Joseph Winkler, Theologie, Kirchenrechtler
- Stefan F. Winter, Medizin, Staatssekretär a. D.
- Robert Wintgen, Chemie, Professor
- Karl Wirtz, Physik, Chemie und Mathematik, Neutronen- und Reaktorphysiker
- Michael Wissemann, Klassische Philologie, evangelische Theologie und Geschichte, Altphilologe
- Bertold Witte, Geodäsie, Professor
- Ulrich von Witten, Rechtswissenschaft, Oberstadtdirektor
- Christiane Witthöft, Philologie, Philologin
- Volker Wittkamp, Urologe und Publizist
- Rainer Maria Kardinal Woelki, Theologie, Erzbischof von Köln
- Ernest M. Wolf, Romanistik, Literaturwissenschaftler
- Friedrich Wolf, Medizin, Philosophie und Kunstgeschichte, Arzt und Schriftsteller
- Heinrich Wolf, Naturwissenschaften, Landtagsabgeordneter
- Knut Wolf, Mathematik, Manager
- Karl Lothar Wolf, Mathematik, Physik und Chemie, Chemieprofessor
- Ferdinand Wolff, Philosophie, Journalist
- Gottfried Wolff, Rechtswissenschaft
- Hans Wolff, Rechtswissenschaft, Drehbuchautor, Filmeditor, Herstellungsleiter, Schauspieler und Filmregisseur
- Hans Julius Wolff, Rechtswissenschaft, Professor
- Hans-Jürgen Wolff, Rechtswissenschaft, Chef des Bundespräsidialamtes
- Hans Walter Wolff, evangelische Theologie, Professor
- Heinrich Amadeus Wolff, Rechtswissenschaft, Professor
- Herbert Wolff, Rechtswissenschaft, Staatssekretär
- Kurt Wolff, Germanistik, Philosophie, Verleger
- Hellmut Wollenweber, Wirtschaftswissenschaftler
- Christian Wöllner, Chemie, Chemiker und Unternehmer
- Udo Wolter, Rechtswissenschaft, Rechtshistoriker
- Hermann Woothke, Rechts- und Staatswissenschaft, Bundesrichter
- Otto Wulff, Rechtswissenschaft, CDU-Politiker
- Karl Wurm, Mathematik, Physik und Chemie, Astronom
- Paul Wurster, Geologie, Professor
- Ferdinand Wurzer, Philosophie und Medizin, Chemiker
- Margarete von Wrangell, Landwirtschaft, erste ordentliche Professorin Deutschlands

### Y
- Paul Graf Yorck von Wartenburg, Landwirtschaft, Philosophie und Rechtswissenschaft, Widerstandskämpfer gegen den Nationalsozialismus
- Peter Graf Yorck von Wartenburg, Rechtswissenschaft, Widerstandskämpfer gegen den Nationalsozialismus
- Carl zu Ysenburg und Büdingen in Meerholz, Standesherr

### Z
- Ulrich Zeitel, Rechtswissenschaft, Rechtsanwalt und Politiker
- Claudia Zey, Geschichte und Latein, Historikerin
- Burkhardt Ziemske, Rechtswissenschaften und Geschichte, Rechtswissenschaftler
- Dietrich Zilleßen, ev. Theologie, Professor
- Petra Sophia Zimmermann, Kunstgeschichte, Kunsthistorikerin
- Walther Zimmermann, Kunstgeschichte, Kunsthistoriker
- Willy Zinkahn, Rechtswissenschaft, Ministerialbeamter
- Clemens Zintzen, Klassische Philologie, Philosophie und Germanistik, Professor
- Ferdinand Zirkel, Geologie, Begründer der Petrographie
- Ernst Zitelmann, Rechtswissenschaft, Professor
- Friedrich von Zitzewitz, Rechtswissenschaft, Jurist
- Patrick Zoll, Philosophie, Philosoph
- Manfred Zuleeg, Rechtswissenschaft, Professor
- Nathan Zuntz, Medizin, Begründer der Luftfahrtmedizin
- Karl-Heinz Zwiebler, Germanistik und Sportwissenschaft, Badmintonspieler

## Ehrendoktoren
- Erik Arnberger, Kartograf, 1971
- Georg Baring, Kirchenhistoriker, 1966
- Anton Baumstark junior, Philologe, 1925
- Hermann Brassert, Jurist, 1865
- Reinhard Brauns, Mineraloge, 1935
- Johann Viktor Bredt, Jurist, 1925
- Walter Gustav Brenner, Ingenieur für Landmaschinentechnik, 1960
- Friedrich von Bruchhausen, Pharmazeut, 1954
- Franz Bücheler, Klassischer Philologe
- Diether Deneke, Politiker, 1977
- Constantin von Dietze, Agrarwissenschaftler, 1960
- Max Ernst, Künstler, 1972
- Herbert Falken, Maler und Priester, 1998
- Otto Finsch, Ethnologe, 1868
- Gerhard Fischbeck, Pflanzenbau- und Pflanzenzuchtwissenschaftler, 1985
- Gustav Fischer, 1948
- Arnold Foerster, Botaniker und Entomologe, 1853
- Harald Fuchs, Altphilologe, 1968
- Ernst Gäumann, Botaniker
- Tamas Gamqrelidse, Linguist und Orientalist
- Carl Garrè, Chirurg
- Heinrich Geißler, Mechaniker, 1868
- Fritz-Aurel Goergen, Industriemanager, vor 1956
- Franz Friedrich Graeber, ev. Theologe, 1830
- Hans Grauert, Mathematiker
- Robert Grosche, katholischer Theologe, 1953
- Klaus Groth, Schriftsteller, 1855
- Ulrich Haberland, Chemiker, 1960
- Haile Selassie, Kaiser, 1954
- Ludo Moritz Hartmann, Historiker
- Justus Hashagen, Historiker, 1925
- Emanuel Hecht, Schulbuchautor
- Andreas Hermes, Politiker, 1950
- Ferdinand von Hiller, Komponist, 1886
- Paul von Hindenburg, Reichspräsident
- Walter Adolf Jöhr, Nationalökonom, 1967
- Friedrich Karrenberg, Sozialethiker, 1955
- Olga Alexandrowna Ladyschenskaja, Mathematik, 2002
- Augoustinos Lambardakis, Erzbischof
- Heinrich Lübke, Bundespräsident, 1953
- Thomas Mann, 1919 verliehen, 1936 entzogen, 1946 zurückgegeben
- Gustav von Mevissen, Unternehmer und Politiker, 1885 und 1893
- Fritz Michel, Arzt und Historiker, 1941
- Ernst von Mirbach, preußischer Hofbeamter, 1914
- Karl Müller, Politiker, 1949
- Henryk Muszyński, katholischer Theologe, 2003
- Berthold Nasse, Jurist, 1903
- Eduard Norden, Professor, Klassischer Philologe
- Günther Osche, Evolutionsbiologe und Ökologe, 2001
- Damaskinos Papandreou, Erzbischof, 1986
- Louis Pasteur, Naturwissenschaftler, 1868 (Ehrendoktorwürde später „zurückgegeben“)
- Alfred Philippson, Geograph, 1946
- Erich Pritsch, Jurist, 1961
- Karl Rauch, Jurist
- Julius Rebek Jr., Chemiker, 2010
- Franz Anton Ries, Geigenlehrer Beethovens, 1845
- Moriz Ritter, Historiker, 1919
- Schenuda III., Papst des Stuhls des heiligen Markus (Koptische Kirche), 1997
- Johannes Schlingensiepen, 1958
- Johann Friedrich Julius Schmidt, Astronom, 1868
- Wilhelm Schmidt (Ethnologe), Ethnologe
- Wilhelm Schmidt (Zoologe), Zoologe
- Wilhelm Schmidtbonn, Schriftsteller, 1936
- Jürgen Schmude, Bundesminister, 2009
- Hermann Schroeder, Komponist, 1974
- Rudolf Schultze, Architekt, 1919
- Johann Suibert Seibertz, Jurist und Historiker, 1860
- Albert Servais, Politiker
- Friedrich Soennecken, Fabrikant, 1919 (postum)
- Ludwig Spiegel, Jurist, 1925
- Wilhelm Spiritus, Bonner Oberbürgermeister, 1919
- Dietrich Steinwede, Religionspädagoge, 2001
- Ewald Rudolf Stier, Theologe, 1846
- Willy Theiler, Klassischer Philologe, 1968
- Georg Tischler, Botaniker, 1949
- Jacques Tits, Mathematiker, 1986
- Ferdinand Tönnies, Soziologe, 1927
- Werner Trutwin, Theologe, 2009
- August Twesten, Theologe, 1826
- Hans von Voltelini, Jurist und Historiker
- Wilhelm Warsch, Politiker (Ehrenbürger)
- Wilhelm de Weerth, Jurist und Politiker
- Victor Weidtman, Manager, 1923
- Anton Karl Welter, Jurist und Politiker, 1871
- Carl Georg Wever, Generalstaatsanwalt, 1879
- Rowan Williams, Erzbischof von Canterbury, Ev. Theologie, 2004
- Carl Zuckmayer, Schriftsteller, 1956
- Nathan Zuntz, Physiologe, 1919